# Пітха
Піта (piṭhā IAST) — це різноманітна їжа, схожа на млинці, коротун або оладки, походить з Індійського субконтиненту, поширена в Бангладеш та Індії. Пітха може бути солодкою або солоною, і зазвичай готується з тіста або кляру, які потім готують на пару або смажать. Дуже небагато сортів запікаються в духовці або варяться, а більшість бездріжджових і готуються на плиті (або еквіваленті). Деякі версії можуть мати начинку, гарнір або соус. Деякі з них можна затвердіти або сформувати після приготування. Зазвичай їх їдять як закуску з чаєм або як ласощі під час особливих випадків (подібно до мітхаї).
Пітха особливо популярна в Бангладеш і східних індійських штатах Біхар, Уттар-Прадеш (східна частина), Західна Бенгалія, Одіша, Джхаркханд, південноіндійський штат Керала та північно-східні штати Індії, особливо Ассам. Пітхи, як правило, виготовляються з рисового борошна, хоча є деякі види пітх, приготованих із пшеничного борошна. Менш поширені види пітхи виготовляються з пальми або олі (місцевого коренеплоду).

## Підготовка
Пітхи в основному виготовляються з тіста з рисового або пшеничного борошна, якому надають форму та за бажанням наповнюють солодкими або пікантними інгредієнтами. Наповнений мішечок пітхи називається кхол (буквально «контейнер»), а наповнювачі — пур.
Для пітхи з фаршированими овочами такі інгредієнти, як цвітна капуста, капуста, редька чи картопля, зазвичай смажать, запікають або готують на пару, а потім перетирають, охолоджують і формують маленькі кульки для начинки в пітху.
Солодкі пітхи зазвичай містять цукор, джаггері, фініковий сік або пальмовий сироп і можуть бути наповнені тертим кокосом, смаженим або жареним насінням кунжуту, кеш'ю, фісташками, підсолодженими овочами або фруктами. Солодку пітху також часто ароматизують кардамоном або камфорою.
Залежно від типу пітхи, яку готують, її можна обсмажити в олії або топленому маслі, повільно запекти на вогні, приготувати на пару або запекти і розгорнути на гарячій тарілці.
Пітху часто їдять під час сніданку, як закуску (часто з чаєм), а також на вечерю чи обід. Хоча є багато солодких сортів, які зарезервовані для десертів чи свят.

## Різні пітхи з кожного регіону
Пітхи значно відрізняються в різних регіонах східного Індійського субконтиненту.

### В Одиші
В Одіші пітха — це група святкових приготувань, які зазвичай готуються в ритуальні дні як частина Оси або Брати. Пітхи є частиною Магапрасади і готуються щодня магасуарами в Розасалі храму Джаганнатха, Пурі. Їх готують одним і тим же способом протягом кількох тисячоліть на храмовій кухні. Декілька пітх завдячують своїм походженням державі. Деякі поширені пітхи:
- Ендурі пітха (ଏଣ୍ଡୁରି ପିଠା): приготована на Пратамастамі з підсолодженим джаггері і кокосовою начинкою з використанням листя куркуми.
- Пода пітха (ପୋଡ଼ପିଠା): пітха на основі напівпаленого рису з солодким на смак кокосом пропонується Джаганнатхі в Ратха-ятрі.
- Какара пітха (କାକରା ପିଠା): готують під час більшості фестивалів, вона складається зі смажених у фритюрі суджі, начинених насиченою кокосовою начинкою.
- Аріса пітха (ଆରିସା ପିଠା): пітха на основі рису, покрита насінням кунжуту, ритуально приготовлена в місяці Маргасіра під час Манабаса Гурубара (Лакхмі Пуджа). Давним-давно двоє купців з Одіші на ім'я Тапассу та Бгаліка придумали цю страву та запропонували її самому Будді на знак поваги зі своєї землі. З тих пір — протягом приблизно 2000 років — ця стародавня пітха була делікатесом, що є частиною культурної спадщини Одіші.
- Манда пітха (ମଣ୍ଡା ପିଠା): пітха, приготовлена на пару, з начинкою з кокосу та джаггері, готують на більшості фестивалів, включаючи Манабаса Гурубара, Кумара Пурніма тощо.
- Сарсатія пітха (ସରସତିଆ ପିଠା‌): хрустка солодка пітха, виготовлена з використанням аруа та смоли з гілочок дерева ганджер. Популярна у Західній Одіші.
- Чакулі пітха (ଚକୁଳି ପିଠା): плоска рисова пітха, схожа на млинці, одна з небагатьох несолодких пітх Одіші
- Читау пітха (ଚିତଉ ପିଠା): схожа на Чакулі, але з іншою текстурою та товщиною. Готують на Читалагі Амабася.
- Чандраканті пітха (ଚନ୍ଦ୍ରକାନ୍ତି ପିଠା‌‌): смажена у фритюрі пітха із зеленого ґраму та рисового борошна. Готують на Діпабалі.
- Гайнтха пітха (ଗଇଁଠା ବା ଗଇଣ୍ଠା ପିଠା): кульки з рисового борошна, замочені в згущеному молоці зі смаком кардамону. Готують на Бакула Амабасуя.

Пітхи Одіші
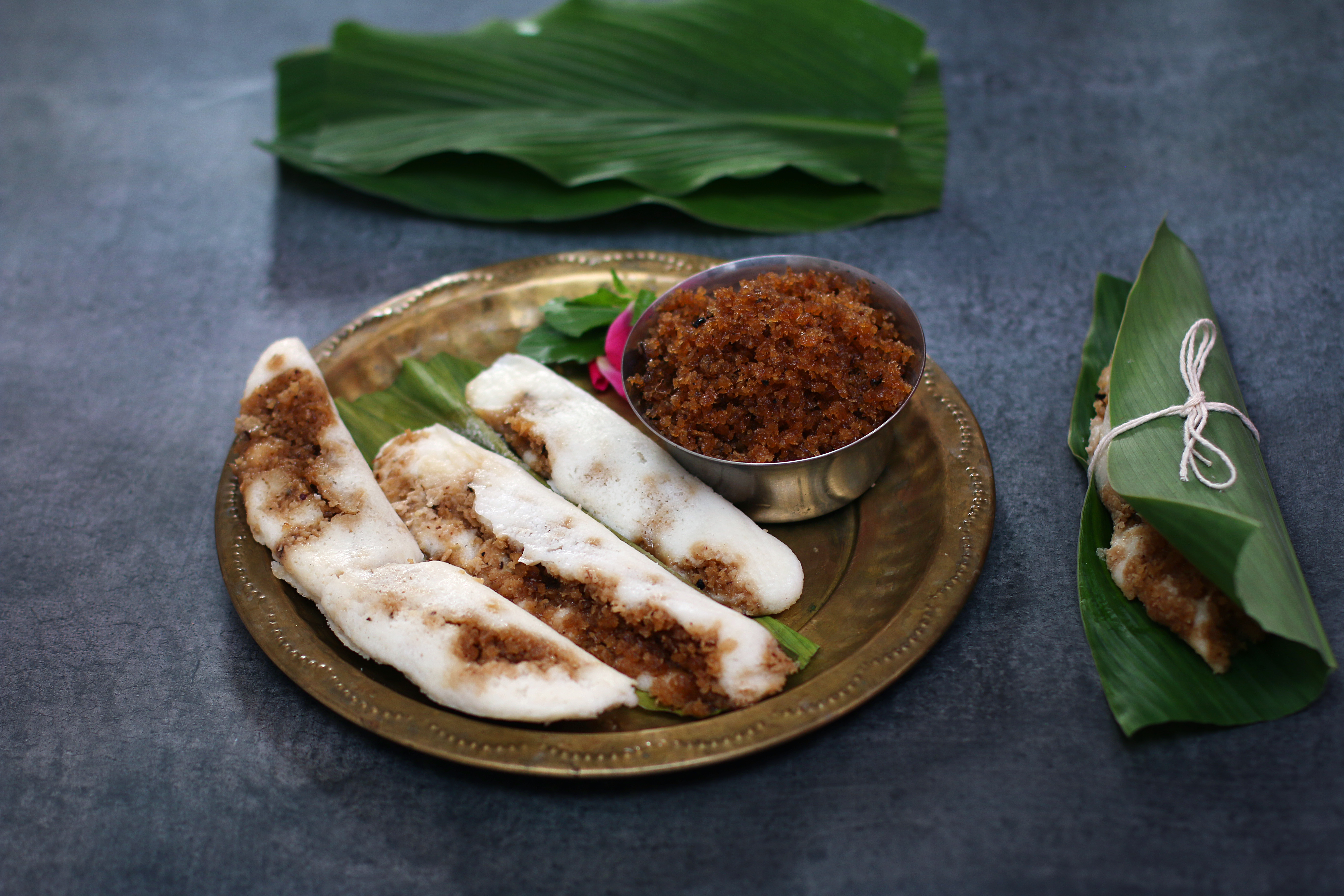
Ендурі пітха, приготовлена на Пратамастамі.
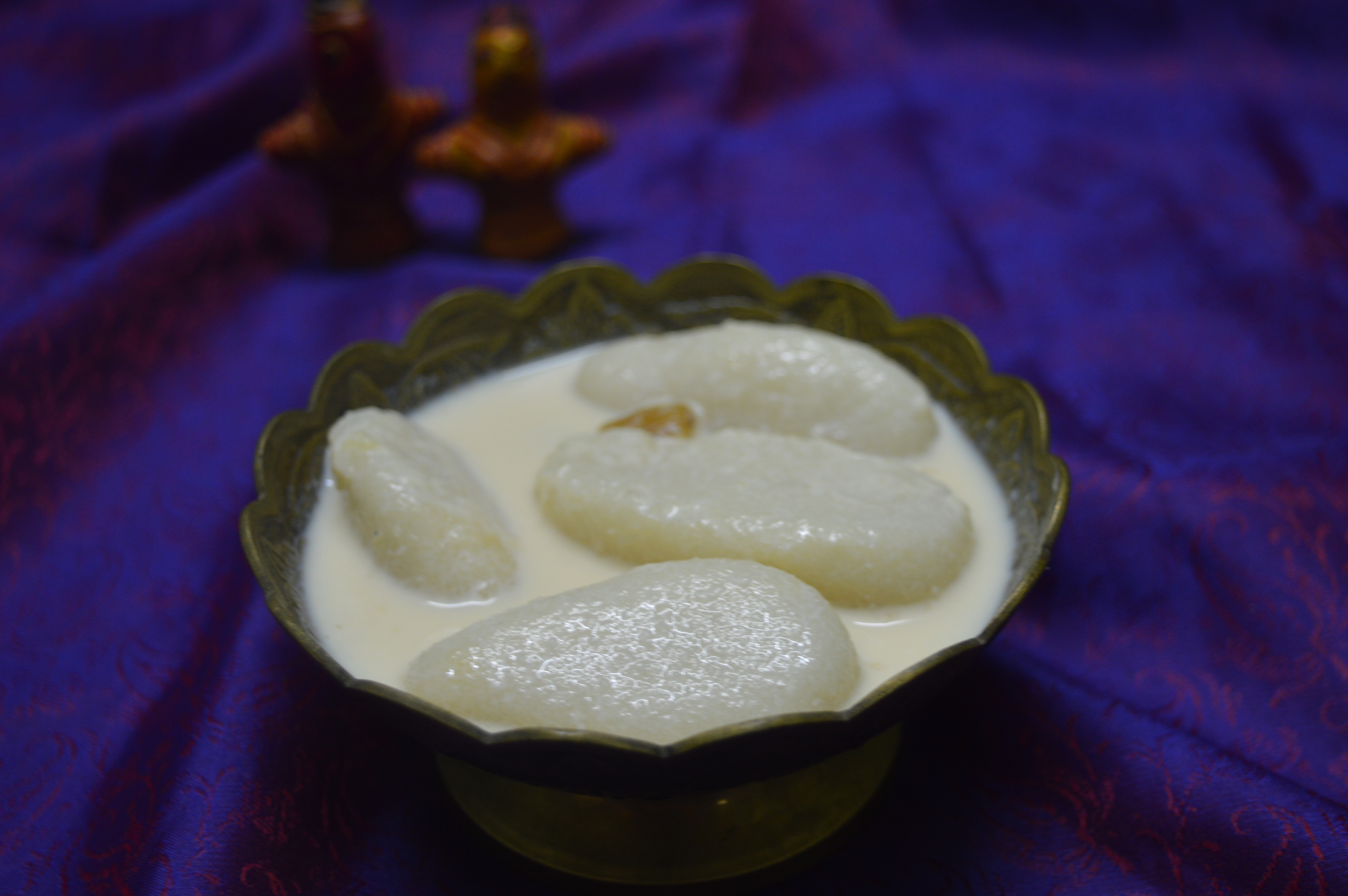
Гаінтха пітха, приготована на Бакула Амабасуя.
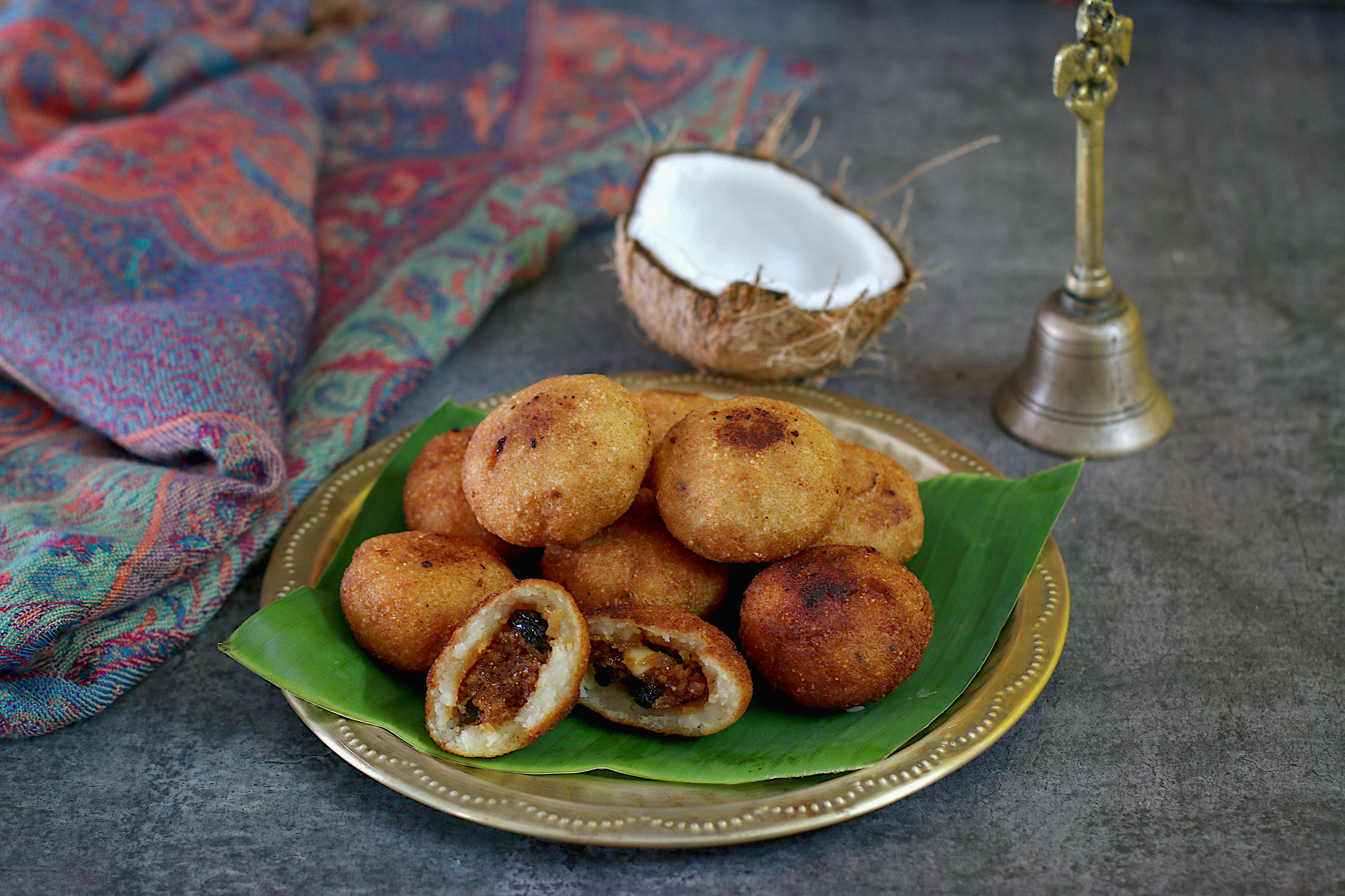
Какара пітха.
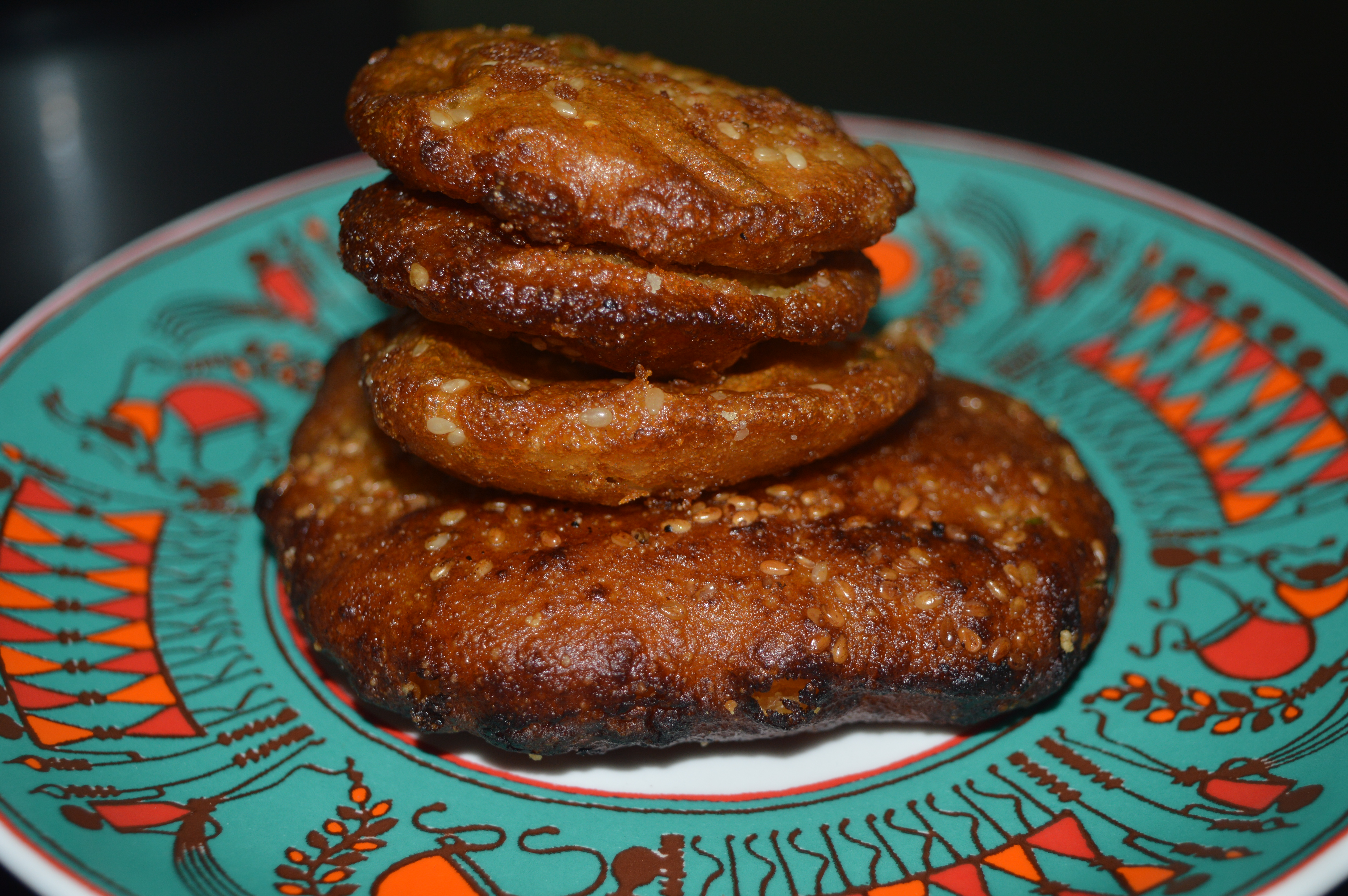
Ариса пітха.
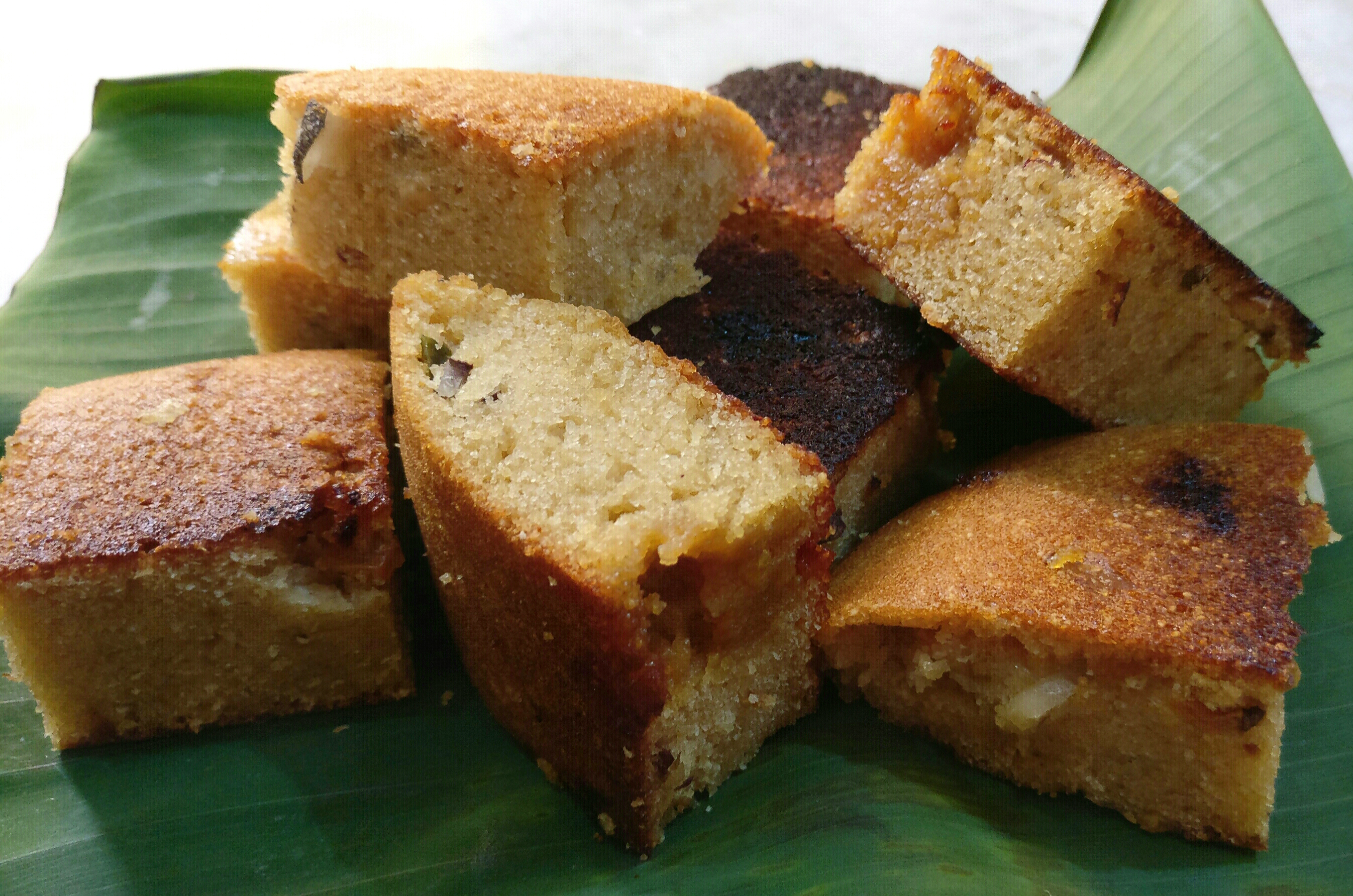
Пода пітха, пропонуємо Господу Джаганнатхі під час Ратха Джатрі.
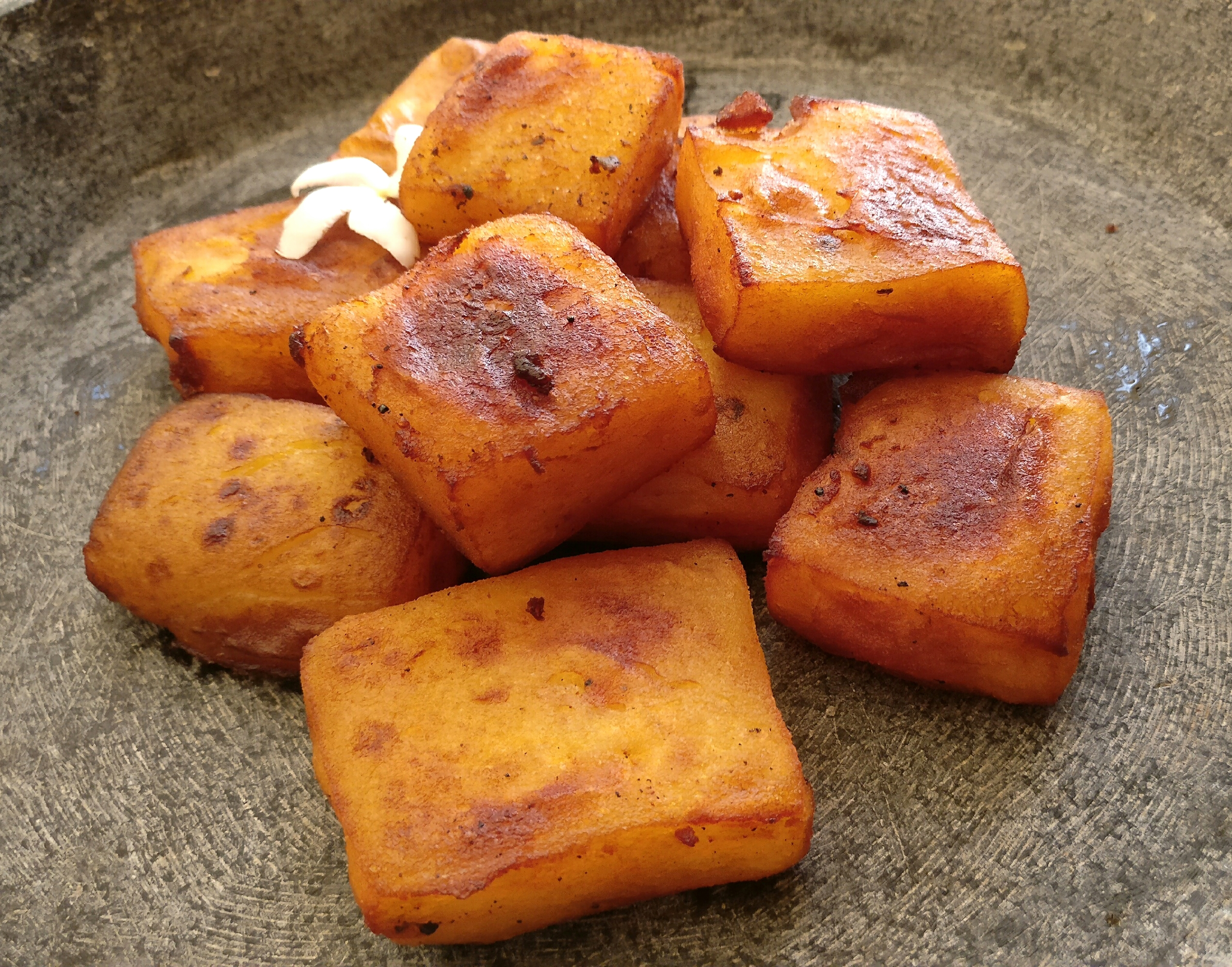
Чандраканти або Мугаканті пітха.
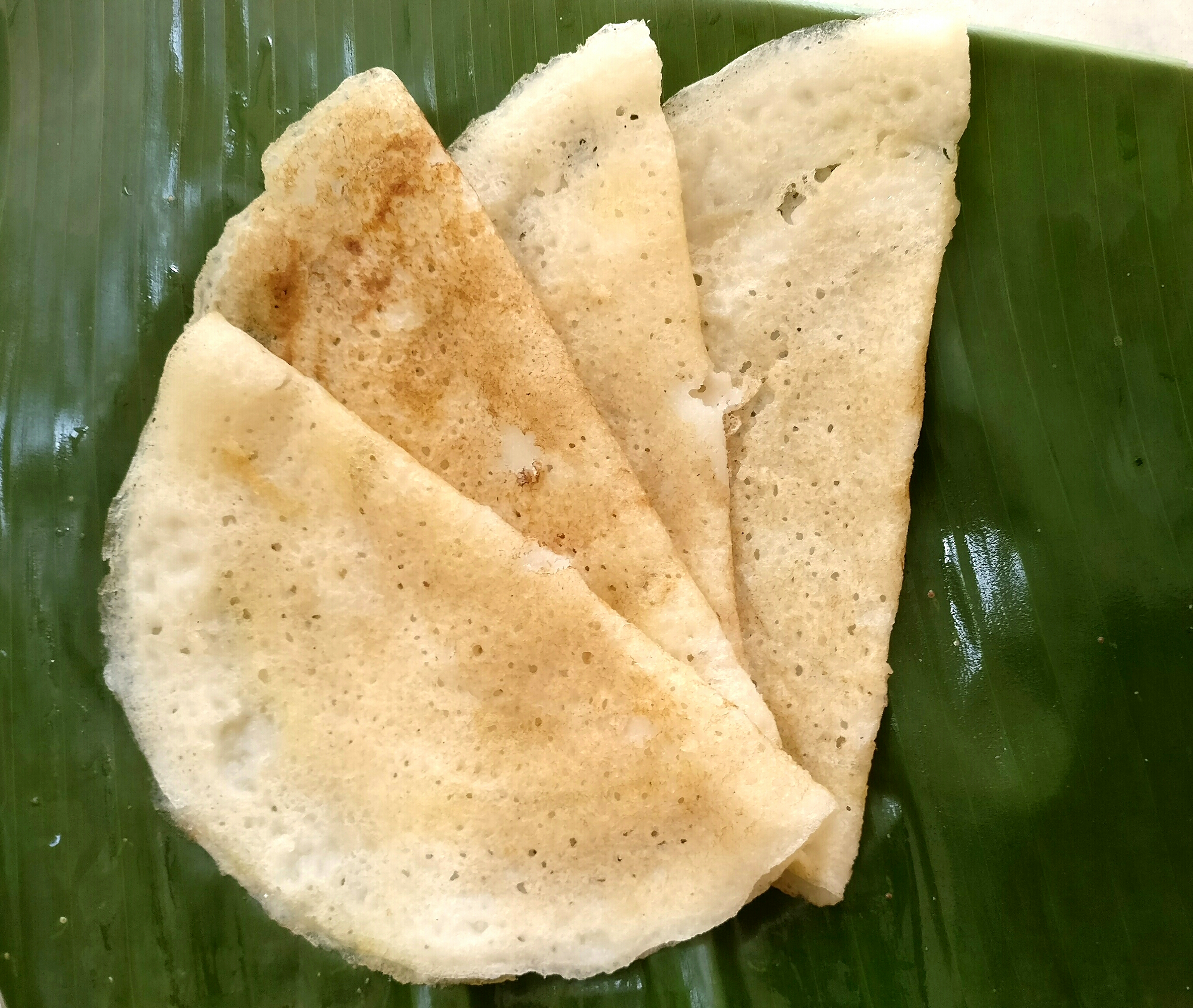
Чакулі пітха.
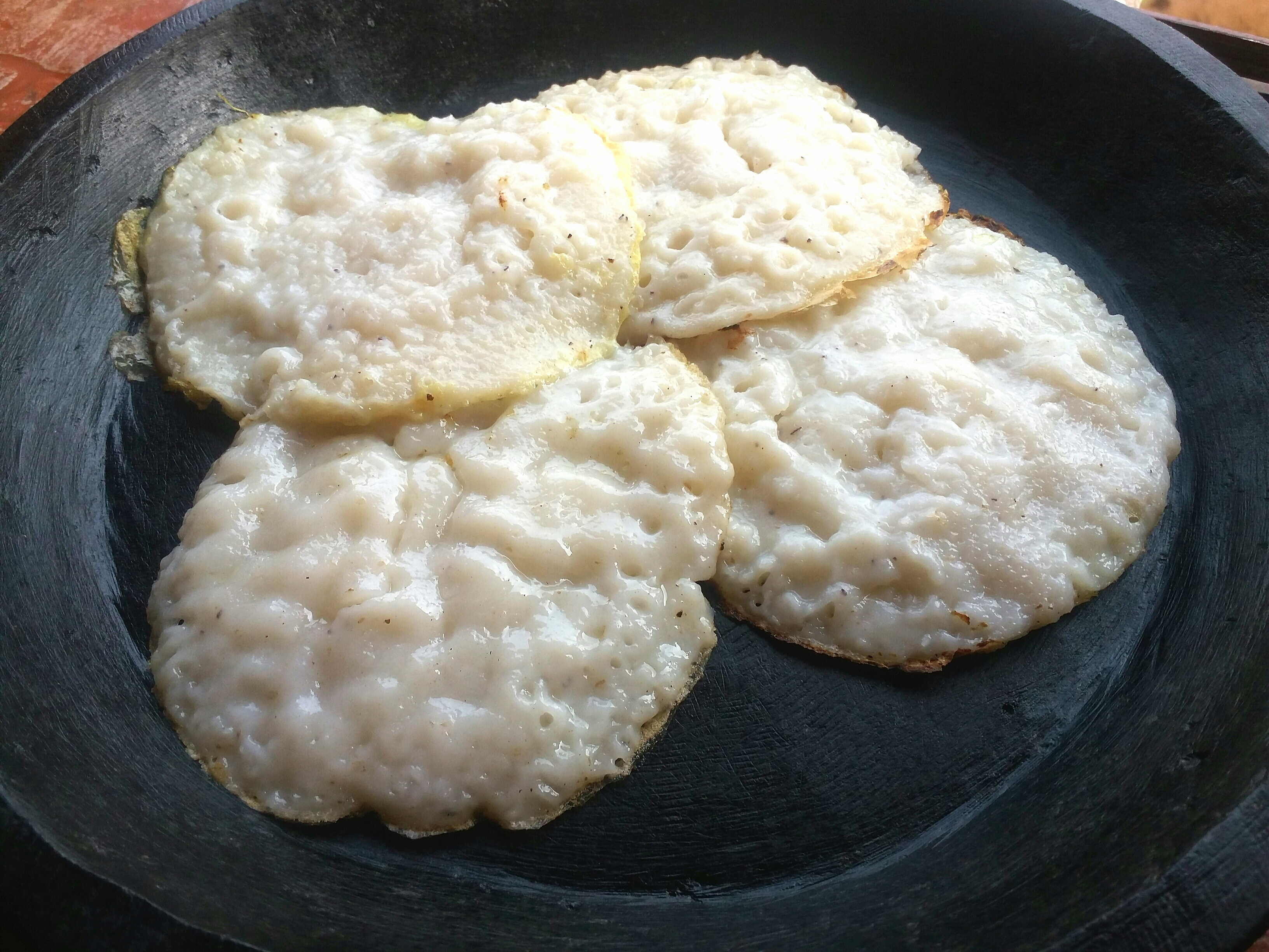
Читау пітха, зроблена на Читалагі Амабасуя.

### В Ассамі

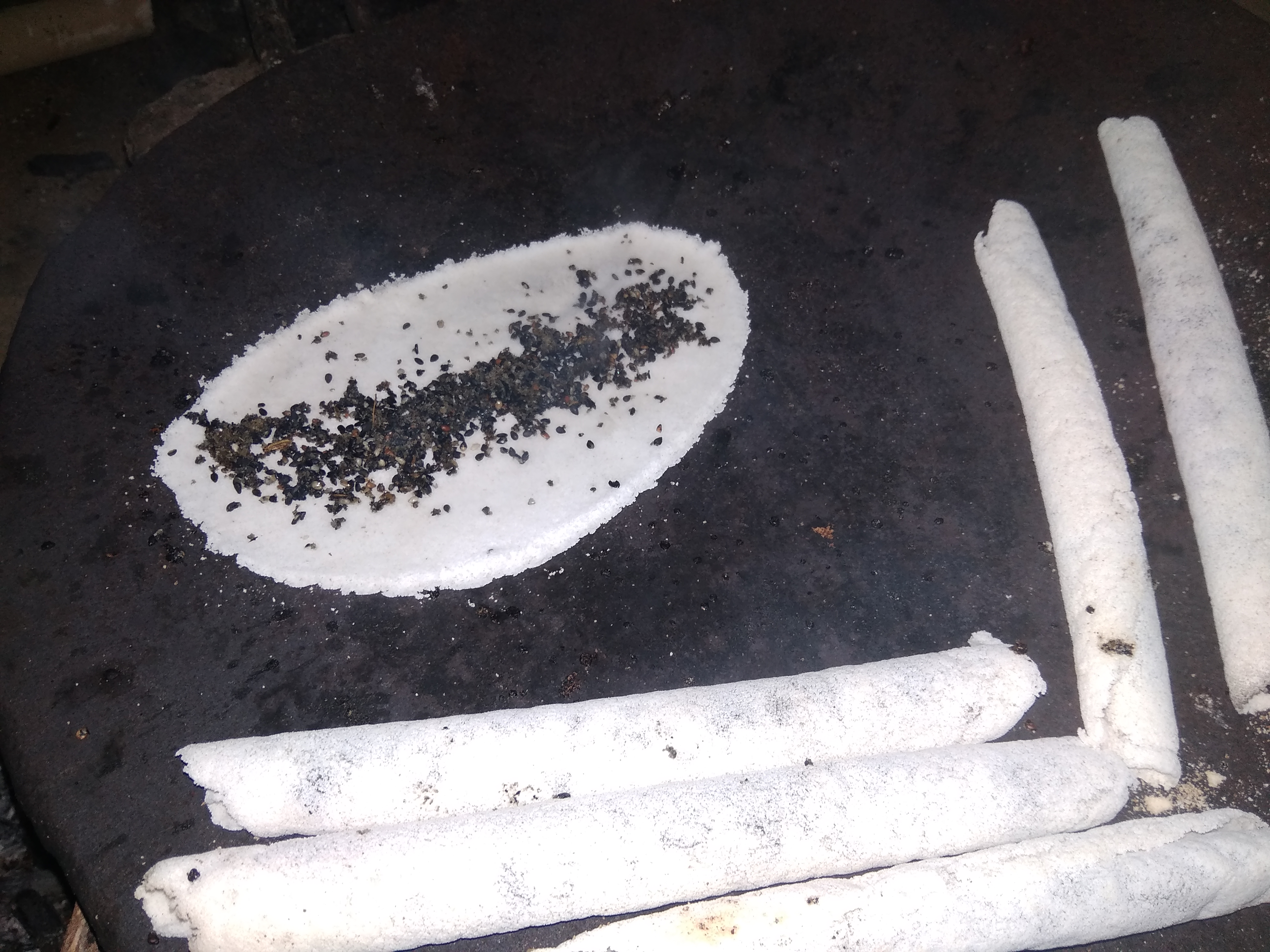
Тил пітха

В Ассамі пітха — це особливий сорт рису, який зазвичай готують лише в особливих випадках, як-от Бігу. Ассамські пітхи часто виготовляють із бора-саула, особливого виду клейкого рису, або ксаалі-саулу, або висушеного на сонці рису. Деякі пітхи, які зазвичай зустрічаються в Ассамі, включають такі:
- কাঁচি পিঠা Качі пітха (дослівно «Серповидна пітха»): млинці, запечені на сковороді, виготовлені з бора-саула та наповнені насінням кунжуту, меленим кокосом, висушеною апельсиновою шкіркою та джаггері. Ассамською мовою серп відомий як «качі», звідси й назва.
- ঘিলা পিঠা Ггіла пітха (дослівно «колінна пітха»): смажена пітха, приготовлена з бора-саула та джаггері. Для пікантного варіанту замість джаггері можна використовувати сіль.
- চুঙা পিঠা Сунга пітха: особлива пітха, приготовлена з ксаалі-саула та бора-саула, які змішуються з водою та джаггері і ретельно збиваються, а потім поміщаються в молоду бамбукову трубку, закупорену банановим листям, і обсмажують на вогні. Отриманий пиріг у формі трубочки потім розрізають на шматочки і подають із гарячим молоком.
- টেকেলি পিঠা Текелі пітха (буквально «глиняна пітха»): спеціальна пітха, приготовлена як із ксаалі-саула, так і з бора-саула, змішана з кокосом, цукром і сухим молоком. Також можна додати мелений кардамон і висушену цедру апельсина. Пітху запарюють у глиняному горщику або чайнику, поставленому на вогнищі.
- উহোৱা পিঠা Угува пітха: рисове борошно ксалі саул і бора саул змішується з джаггері або сіллю та водою і ретельно збивається. Пасту скачують у маленькі кульки, розплющують, а потім варять у воді. Подається до чаю, а також можна їсти з молоком.
- কেটলি পিঠা Кетлі пітха: Спосіб приготування, а також речовина такі ж, як і текелі пітха, але тут використовується чайник замість глиняного посуду. Ось чому його називають Кетлі пітха (Кетлі ассамською мовою означає чайник). Тут корок чайника тримають на чайнику догори дном і на нього наносять речовину. Зазвичай випікання займає менше часу, ніж текелі-пітха.
- তিল পিঠা Тіль пітха: Це зроблено з кунжуту та рису. Рисове борошно висипають по колу на сковорідку, в основному чавунну, і розігрівають. Смажене насіння кунжуту кладуть у коло разом із цукром або джаггері і згортають. Вони циліндричної форми, більше схожі на сигару.
- তেল পিঠা Тель пітха це пітха, яка смажиться в олії.
- নাৰিকল দিয়া পিঠা বা নাৰিকলৰ পিঠা Наріколь дія пітха
- সুতুলি পিঠা Хутулі пітха
- ধূপ পিঠা Дгуп пітха, також відома як Бгапа пітха
- ভাপতদিয়া পিঠা Бгапотдія пітха
- লখিমী পিঠা Лакшімі пітха
- তৰা পিঠা Тора пітха
- মুঠিয়া পিঠা Мутхія пітха
- খোলাচাপৰি পিঠা Холасапорі пітха
- লস্কৰা Ласкара
- আঙুলি পিঠা Ангулі пітха: ассамською мовою «ангулі» означає палець, а «пітха» — це різновид рисового коржа. «Ангулі пітха» отримала свою назву через те, що пітхи мають форму пальців.[2]

### У Бангладеш, Західна Бенгалія, Трипура

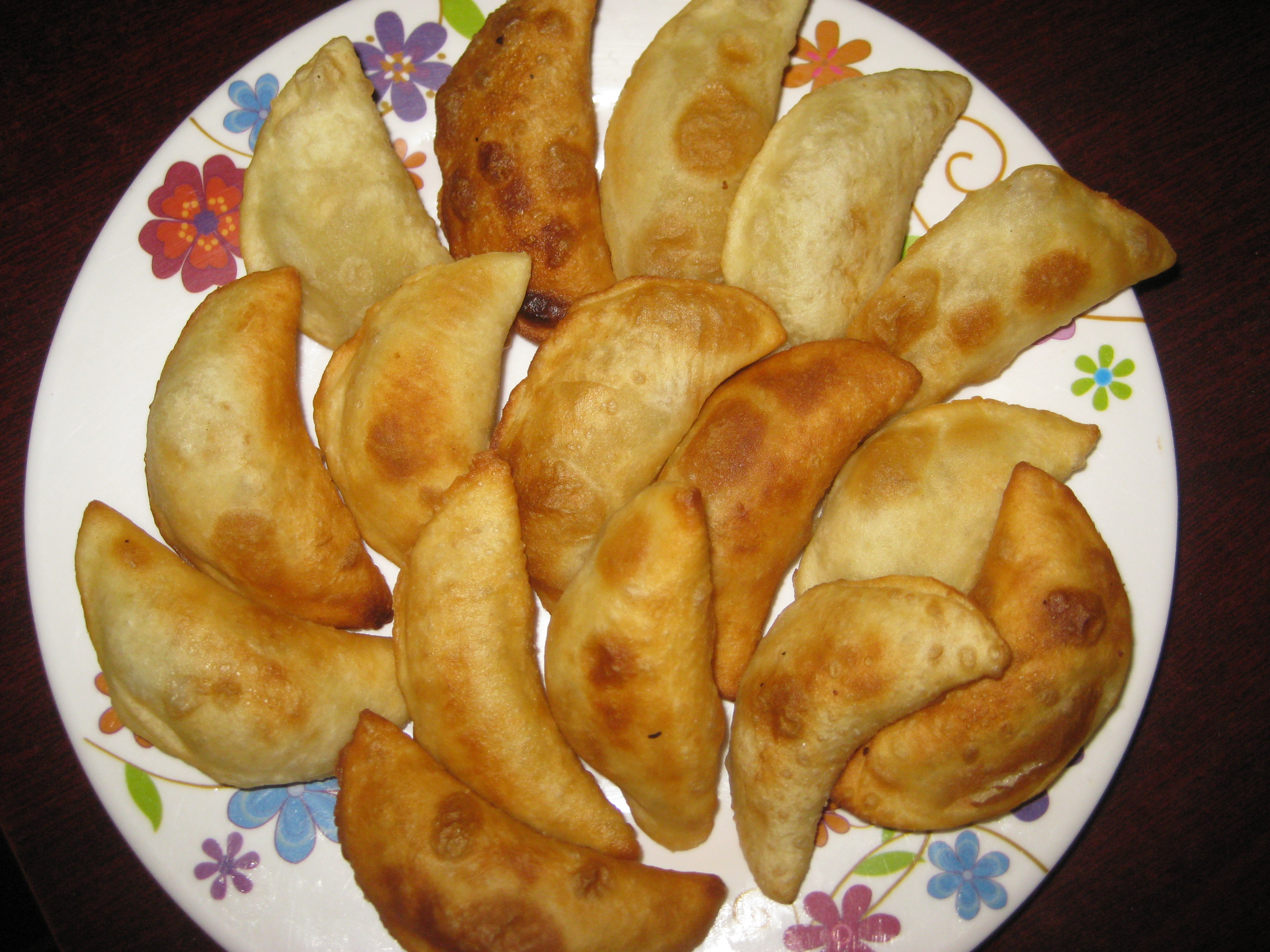
Пулі пітха

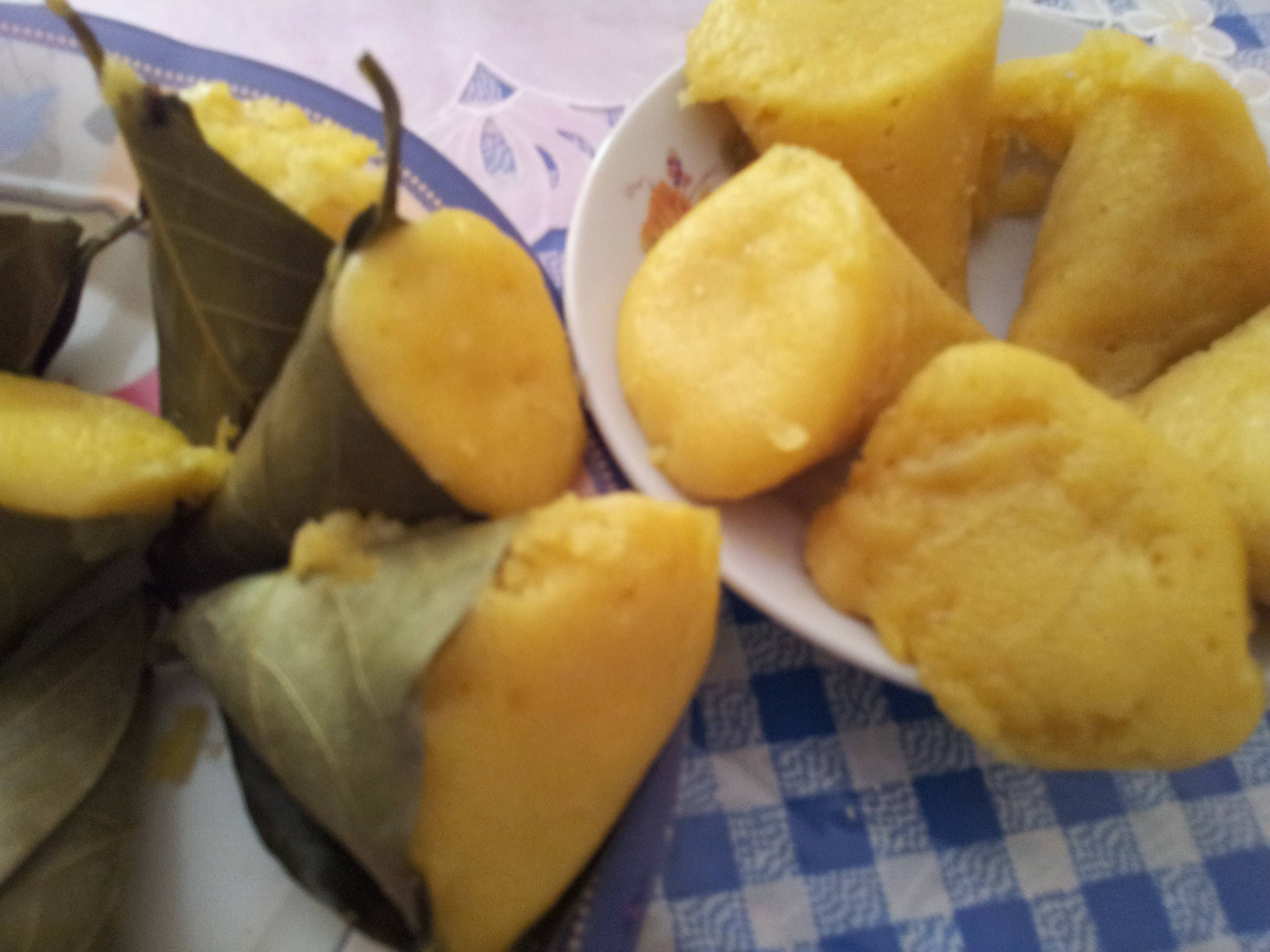
Таал пітха

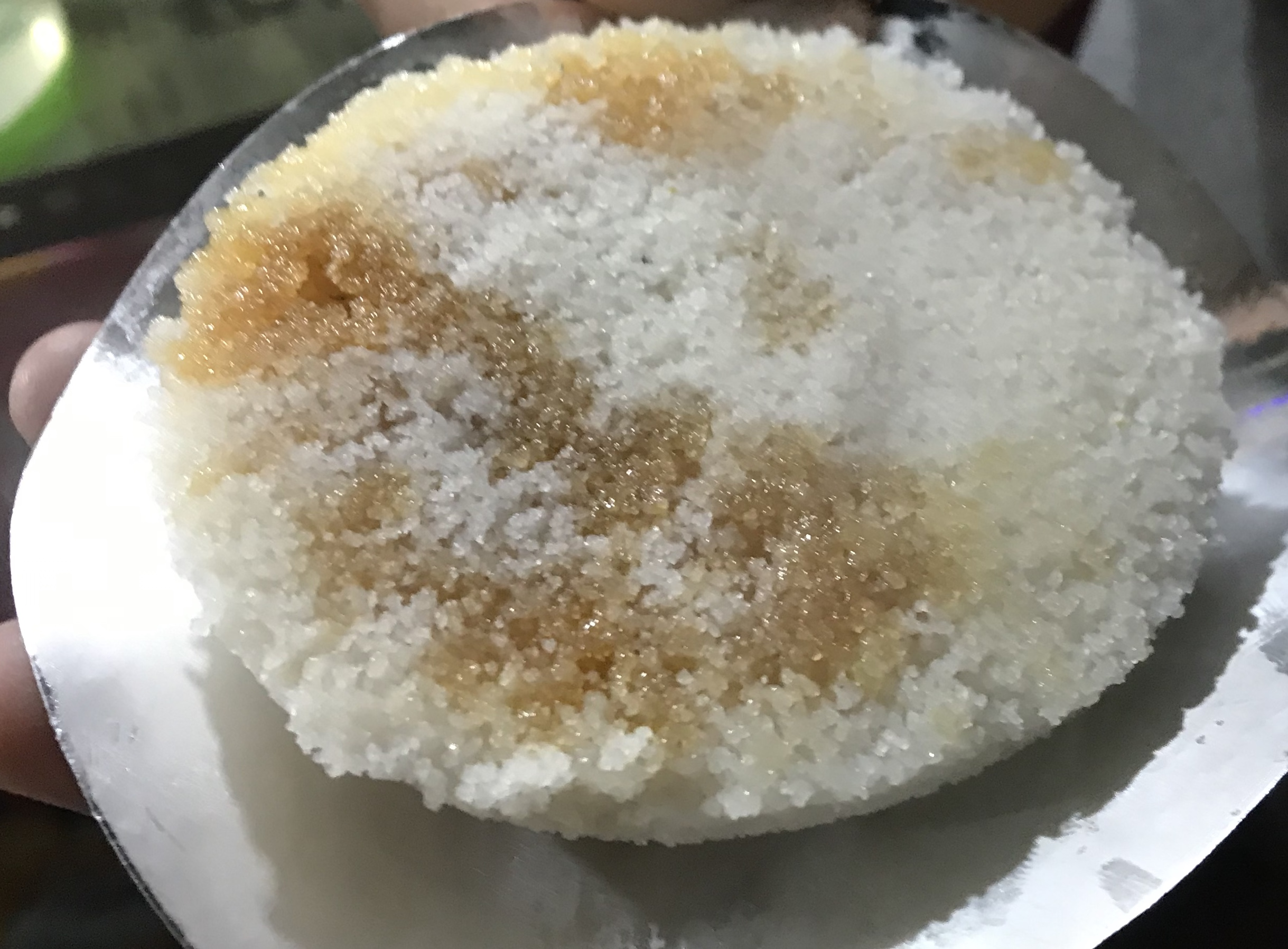
Бгапа пітха

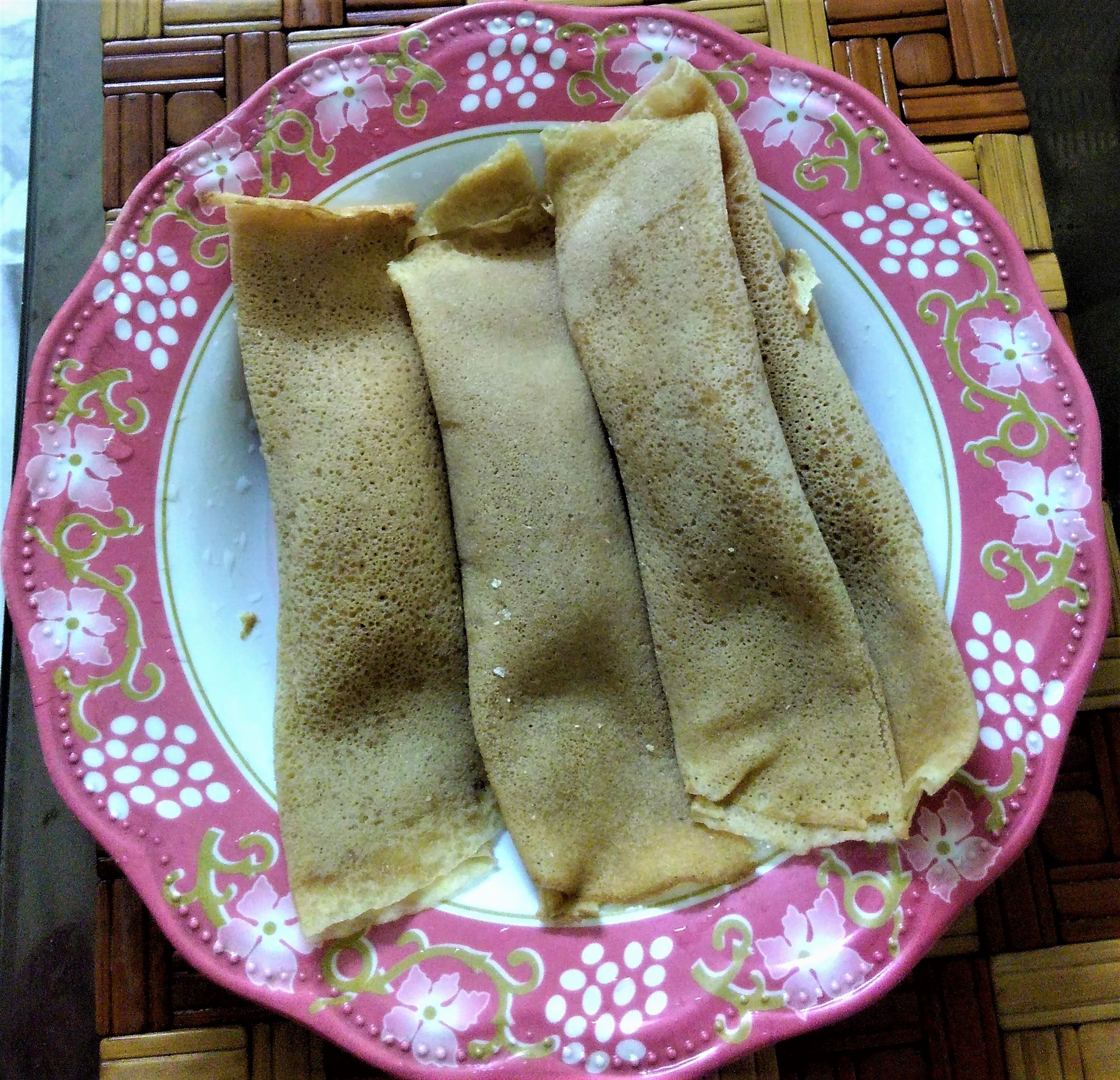
Патісапта пітха, Колката, Західна Бенгалія

Її також називають пітхе (бенг. পিঠে; piṭhe IAST). Хоча деякі пітхи можна приготувати в будь-який час року в Бенгалії (Бангладеш та індійський штат Західна Бенгалія), існують спеціальні пітхи, тісно пов'язані зі святами врожаю, такими як Набанна (бенг. নবান্ন nôbanno, буквально «новий рис» або «нова їжа») і Поусх парбон або Макара-санкранті, що відзначається 14 січня кожного року. Протягом осіннього та зимового сезонів по всьому Бангладешу проводяться фестивалі, присвячені пітхі, які називаються пітха мела або пітха утшоб.
Серед поширених інгредієнтів пітхи є рисове борошно, молоко, кокос і джаггері. Її часто подають із солодкими сиропами, такими як патока з фінікового дерева (бенг. খেজুরের গুড় khejurer guṛ). Кілька найпоширеніших пітх, знайдених у Бенгалії, включають такі:
- তেলের পিঠা Телер пітха (дослівно «масляна піта»), також відома як Гурор Гандесх або просто як Гандесх, — пітха, яка походить із Сілет, Бангладеш.
- খোলা চিতই Кхола чітої — це млинці, приготовлені з рисового борошна та яєць і походять від Ноакхалі
- নুনের পিঠা Нунер пітха (букв. «пітха солі») — це, як правило, суміш води, цибулі, імбиру, порошку куркуми, солі, листя коріандру, перцю чилі та рисового борошна; після додавання рисового борошна суміш перетвориться на тісто, після чого його подрібнюють і нарізають кружечками. Нунер пітха походить із Сілет.
- দুধ চিতই Дудг чітої
- সিঈারা Схінгара — це бангладешська версія самоси. Деякі вважають це пітхою.
- মোহনবাঁশি Могон басхі
- পাকন পিঠা Пакан пітха — це невеликий шматочок спеціального тіста з художніми символами, як правило, листя або борошна, обсмажених і змочених широю (кислою водою з кардамоном)
- পুলি পিঠা Пулі пітха: страва, схожа на коротуни, з бредами в кінці та начинкою з кокосової суміші або кхіру. Смажені або приготовлені на пару.
- বেনি পিঠা Бені пітха (букв. «коса пітха»)
- দুধের পিঠা Дудгер пітха (букв. «молочна пітха») або ভিজা পিঠা бгіджа пітха (букв. «мокра пітха»)
- চন্দ্র পুলি Чондропулі
- চন্দনপাতা Чондонпата
- মাছ পিঠা Мач пітха — це самса у формі риби, начинена рибним фаршем
- মুগের পুলি Мугер пулі
- বিস্কুট পিঠা Бісквітне пітха — це смажене у фритюрі печиво. Зазвичай різної форми та кольору.
- দুধ পুলি Дудг пулі
- Наксхі пітха (букв. «Пітха художніх візерунків») — це шматок спеціального тіста, виліплений у вигляді мистецтва за допомогою бамбукової палиці або невеликої металевої пластини, сформованої у формі av. Ця пітха — прекрасний витвір мистецтва, що походить із сільської частини Бангладеш.
- পাটিসাপটা পিঠা Паті схапта або патібола পাটিবলা (тонкі млинці з начинкою з джаггері та кокоса або кхіру)
- ভাপা পিঠা/ধুপি পিঠা Бгапа пітха/Дгупі пітха — це паровий рисовий пиріг
- তালের পিঠা Талер пітха (дослівно «пальмова пітха») — це пітха, яку можна готувати багатьма способами, її можна смажити, готувати на пару, робити з кляром тощо, але її завжди потрібно готувати із фруктів азіатських пальмових. Талер пітха має багато різновидів, і кожен з них походить з іншого місця в Бенгалії, наприклад версія Талер пітха та Талер бібі кхан пітха, яка походить з Бангладеш, і деякі інші версії, які походять з інших Західної Бенгалії та сусідніх регіонів, таких як Трипура, Ассам, Мізорам, Нагаленд, Мегхалая, Маніпур, Одіша, Джхаркханд і Біхар.
- তালের বিবি খান পিঠা Талер Бібі-хан пітха — це тип Бібі-хан пітха та тип Талер пітха.
- তালের ভাপা পিঠা Талер вапа пітха (букв. «розпарена пальмова пітха») — це різновид Талер пітхи та Бгапа пітхи.
- গোলাপ পিঠা Голап пітха — це смажена у фритюрі хрустка пітха у формі троянди
- মুগ পাকন Муг пакон — це пітха, у верхній і нижній частинах якої є художні символи, і вона м'яка, оскільки просочена широю (цукровою водою з кардамоном).
- গোকুল পিঠা Гокул пітха — це спеціальне тісто, обсмажене, а потім просочене особливим видом шири.
- Чуї пітха або Чуткі пітха (традиційна стара дакська пітха)
- চিতই পিঠা/আস্কে পিঠা Аске пітха/Чітої пітха — ця страва, схожа на млинці, яка готується з тіста. Щоб приготувати Чітої пітха, потрібно мати спеціальну сковороду, куди зазвичай опускають тісто, щоб воно сформувалося. Чітої пітха зазвичай їдять з кача морич бгортою та іншими гострими бгортами.
- পাতা পিঠা Пата пітха (букв. «листкова пітха») — це тип нокші пітхи у формі листа.
- শামুক পিঠা Пітха шамука — це Нокші пітха у формі равлика
- মেরা পিঠা/দইল্যা পিঠা Mera пітха/дойла пітха — це вареники на пару, приготовані з рисового борошна, імбиру та спецій, таких як куркума, джаггері
- লবঙ্গ লতিকা Лонбонго лотіка (букв. «гвоздика лотика»)
- বিবি খান পিঠা Бібі кхан пітха — це пітха, приготовлена на пару, схожа на пиріг. Бібі-хан пітха походить із району Бікрампур, Дакка, Бангладеш
- ক্ষীর মুড়ালি Кхір муралі
- জামাই পিঠা/চিপস পিঠা Джамаї пітха/Чіпс пітха (букв. «чоловік пітхи») — це тісто, яке формують у формі борошна, висушують і смажать. На смак як папад чи чіпси. Часто різні за кольорами. Ця пітха походить із Бангладеш.
- ফুলঝুড়ি পিঠা /ফুলকুচি পিঠা Пітха Фулхурі або Пітха фулкучі — це трояндочка, схожа на смажене тісто. Завжди готується з рисового борошна.

У кожному регіоні Бенгалії є тисячі різних пітх, це лише кілька прикладів.

### У регіоні Бходжпурі
У регіоні Бходжпурі існує традиція приготування пітхи на свято Годгана. Його готують із замоченим, а потім меленим рисом і бобовими.
Деякі пітхи, які зазвичай зустрічаються в регіоні Бходжпурі:
- Годжа пітха (також відома як Фара)[4][5]
- Дал пітха[6]
- Дуд пітха

## Галерея

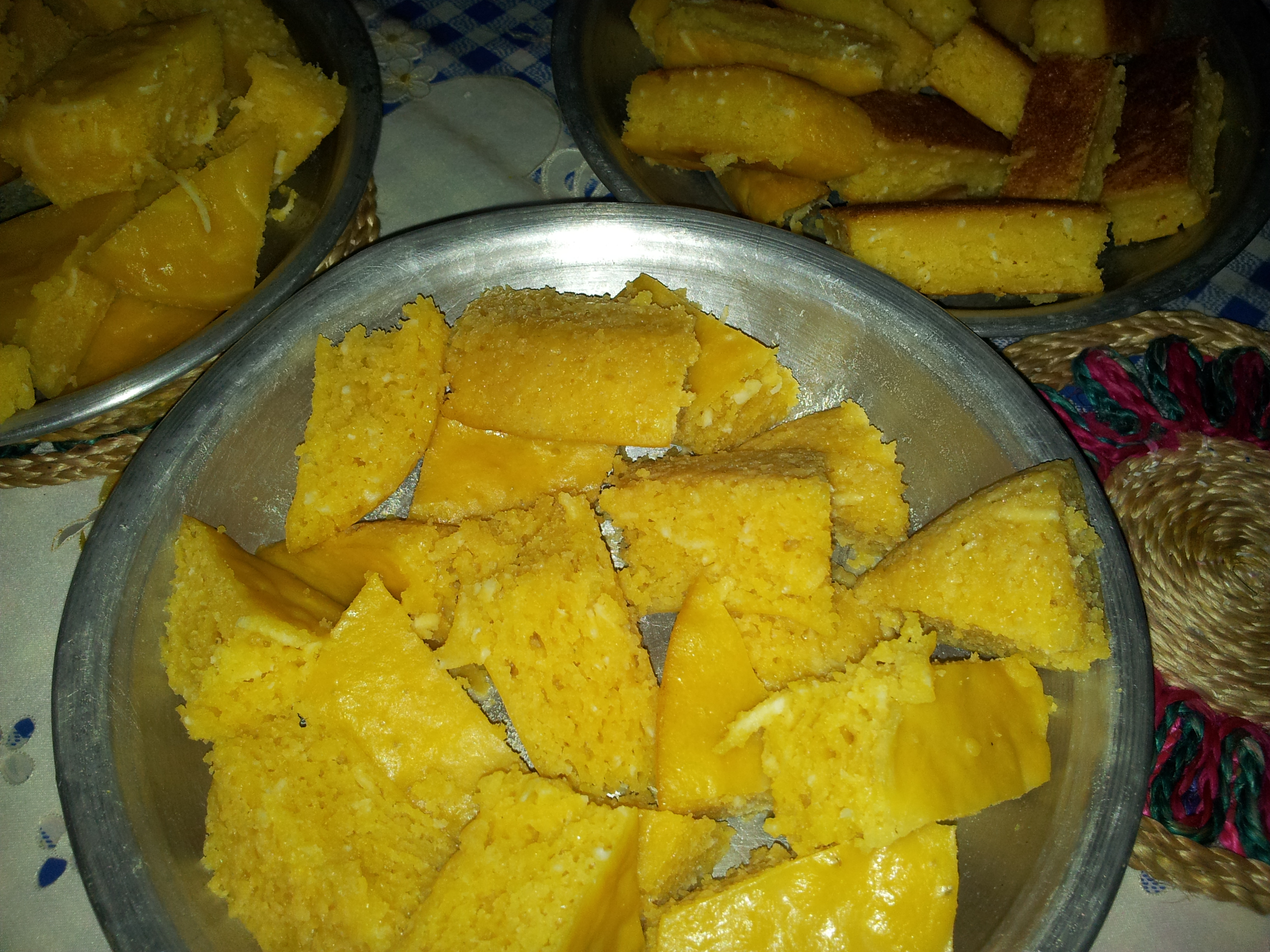
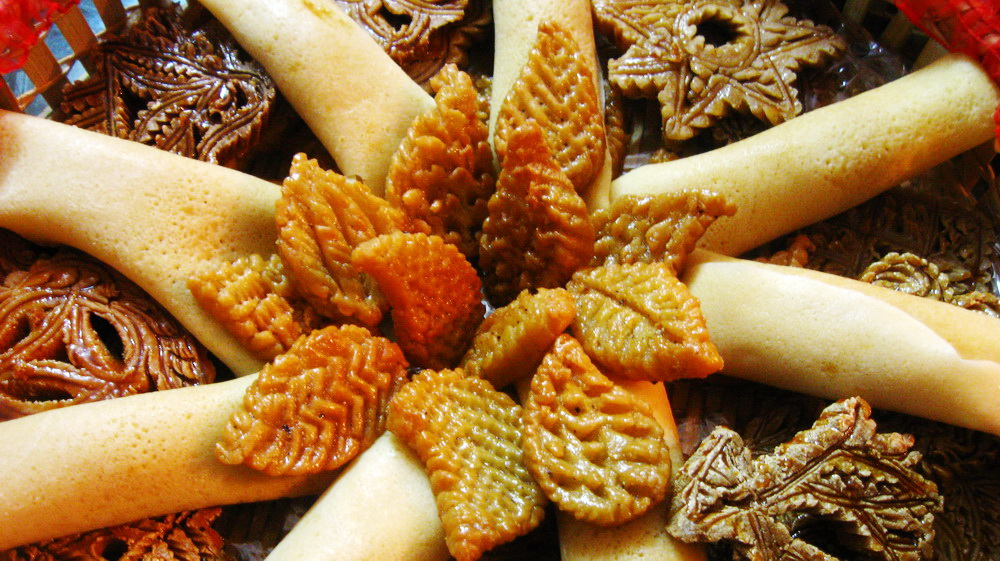
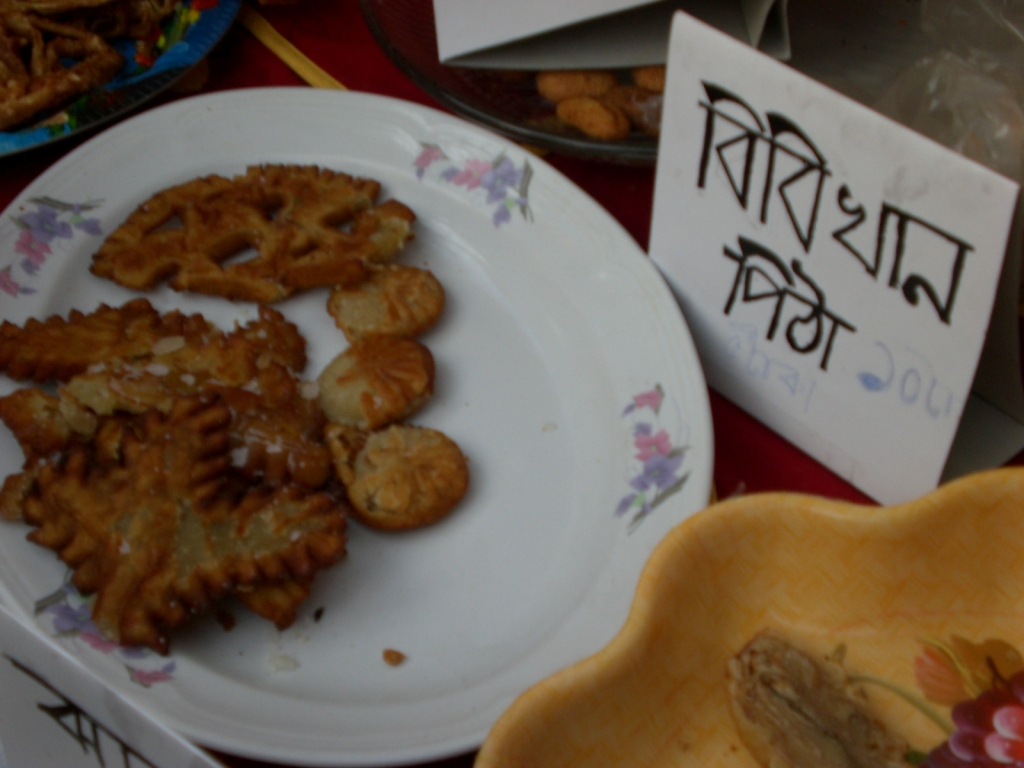
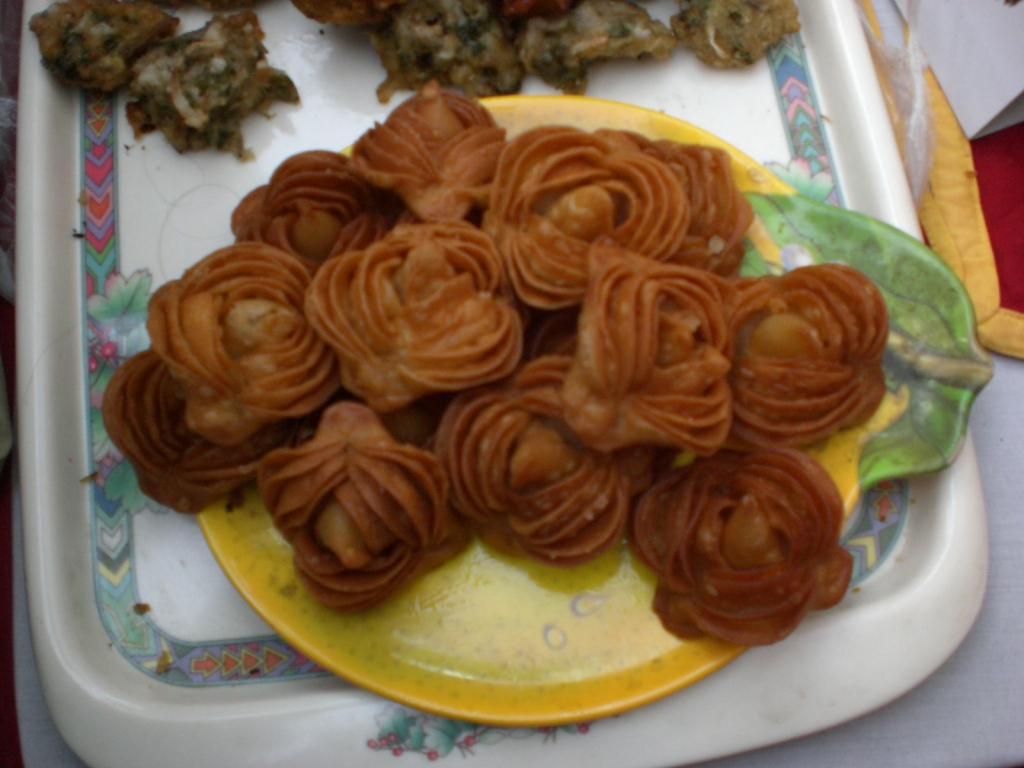
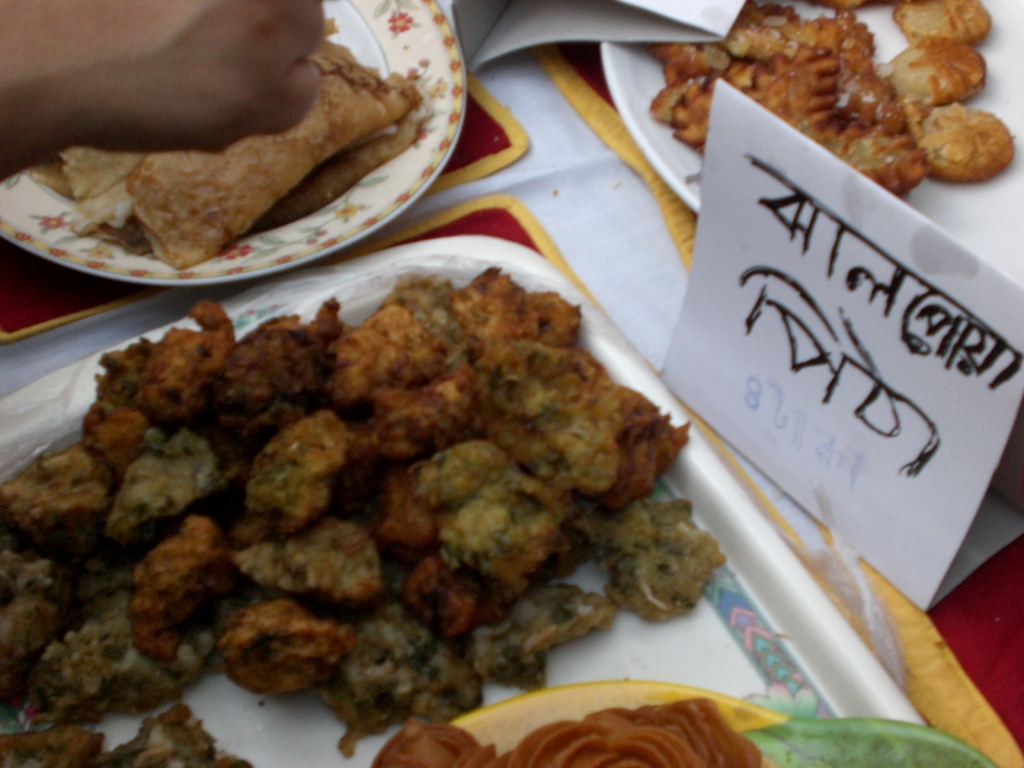
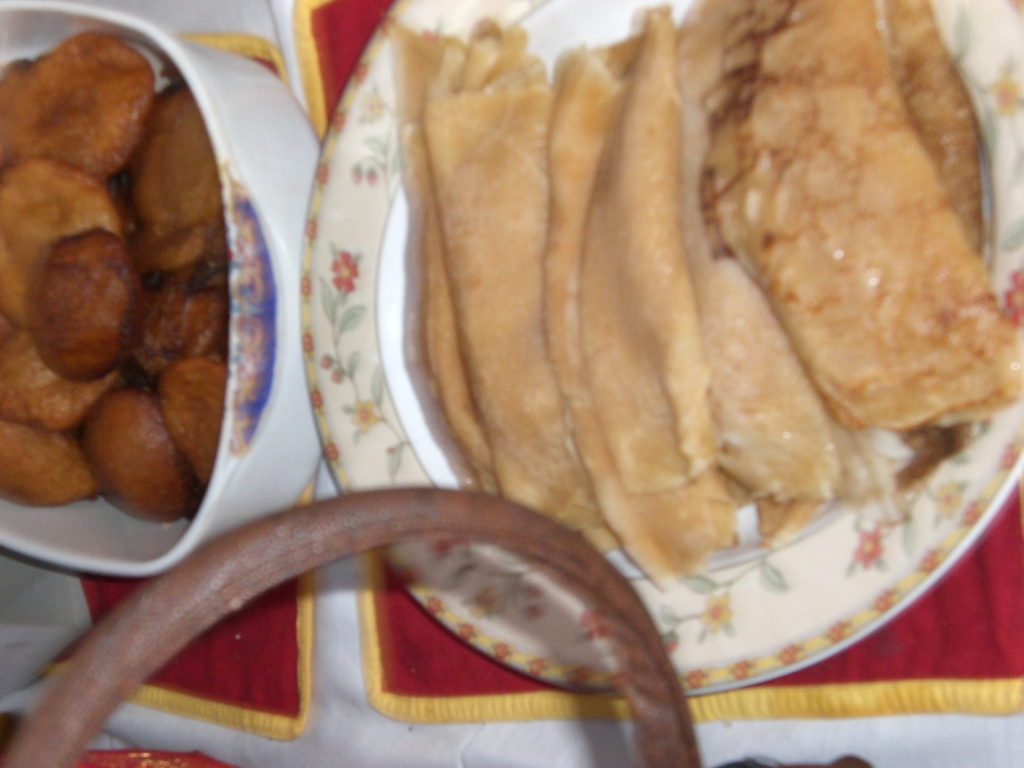
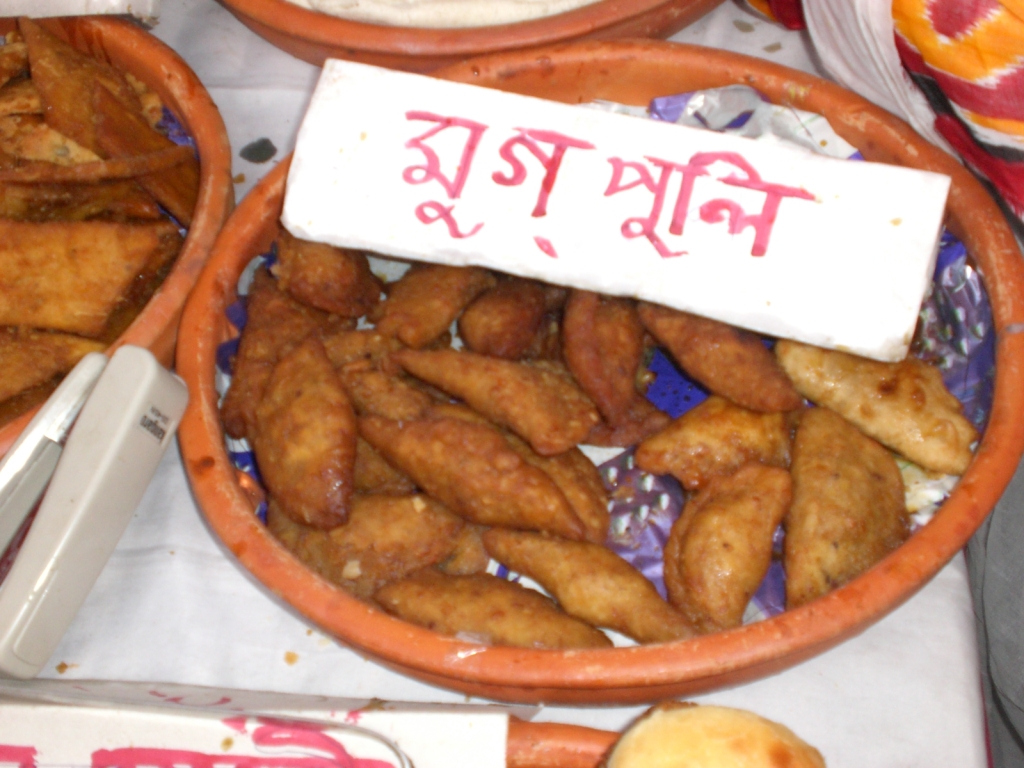
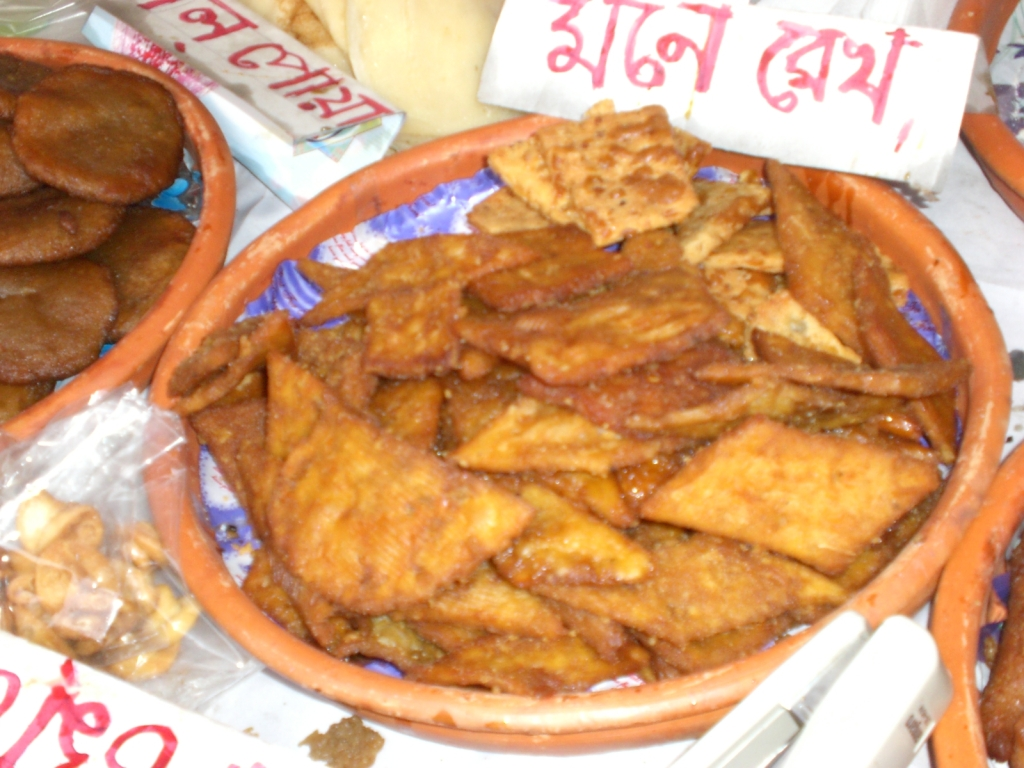
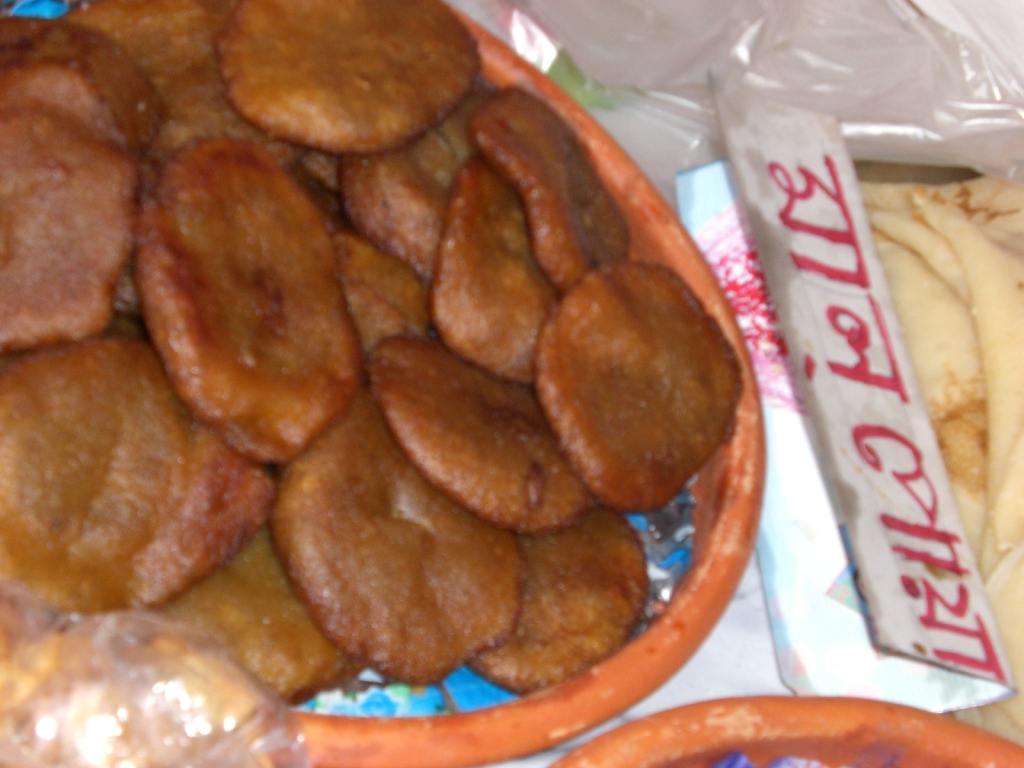
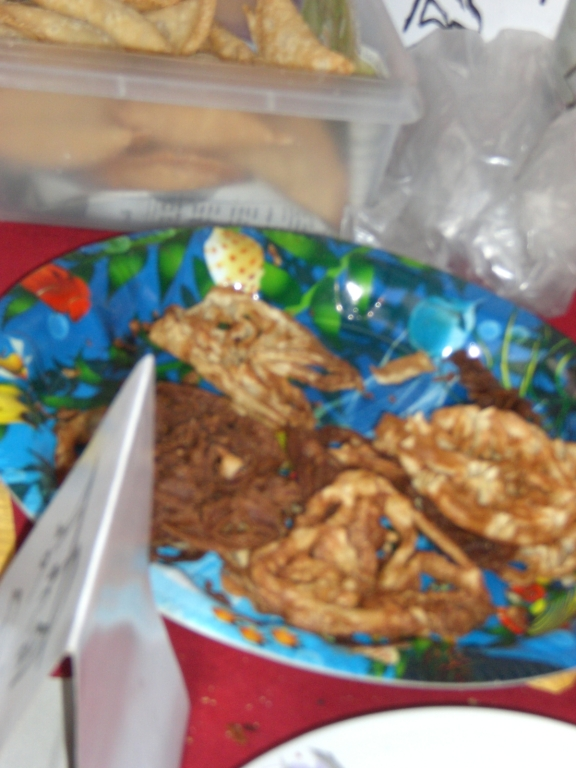
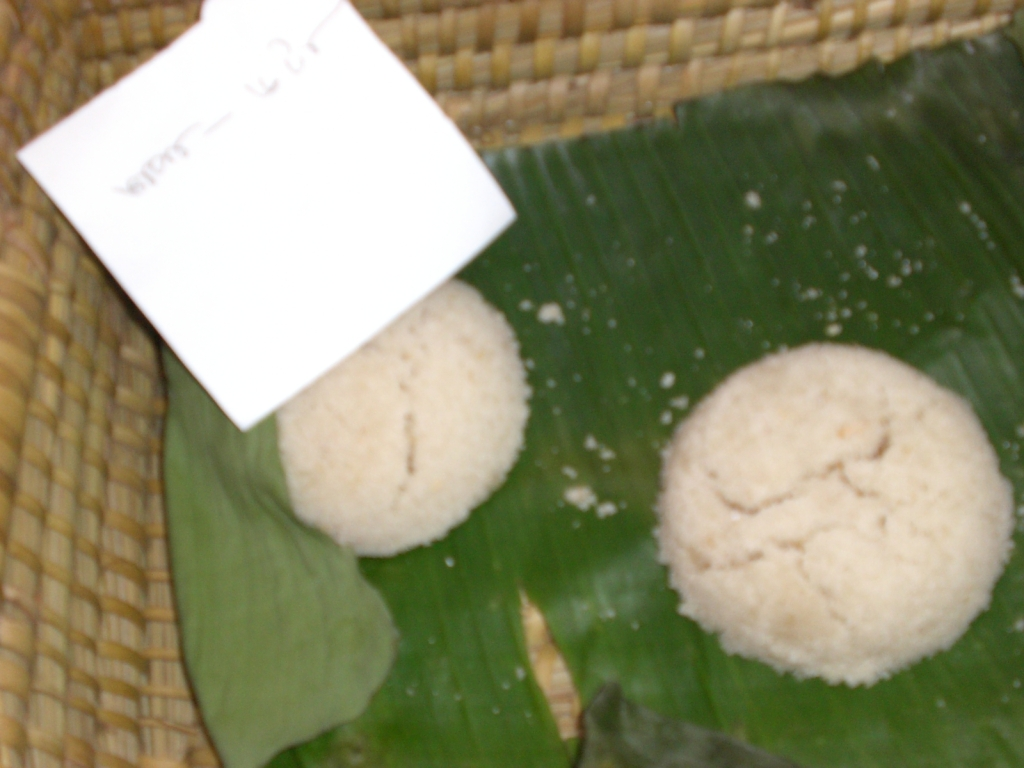
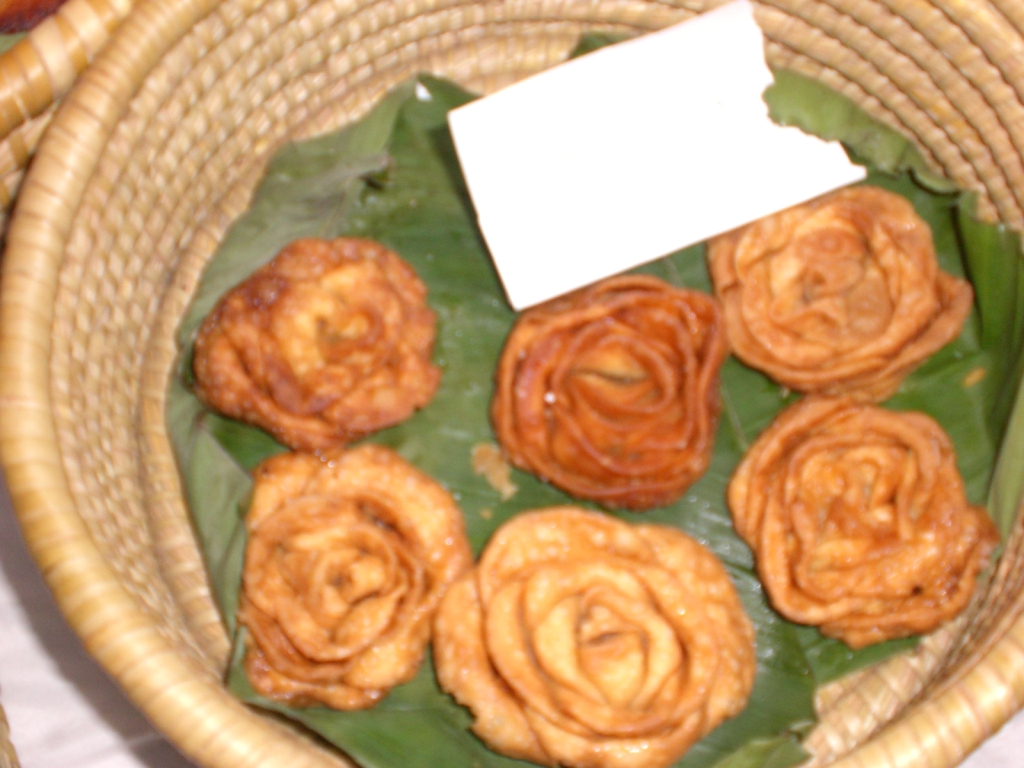
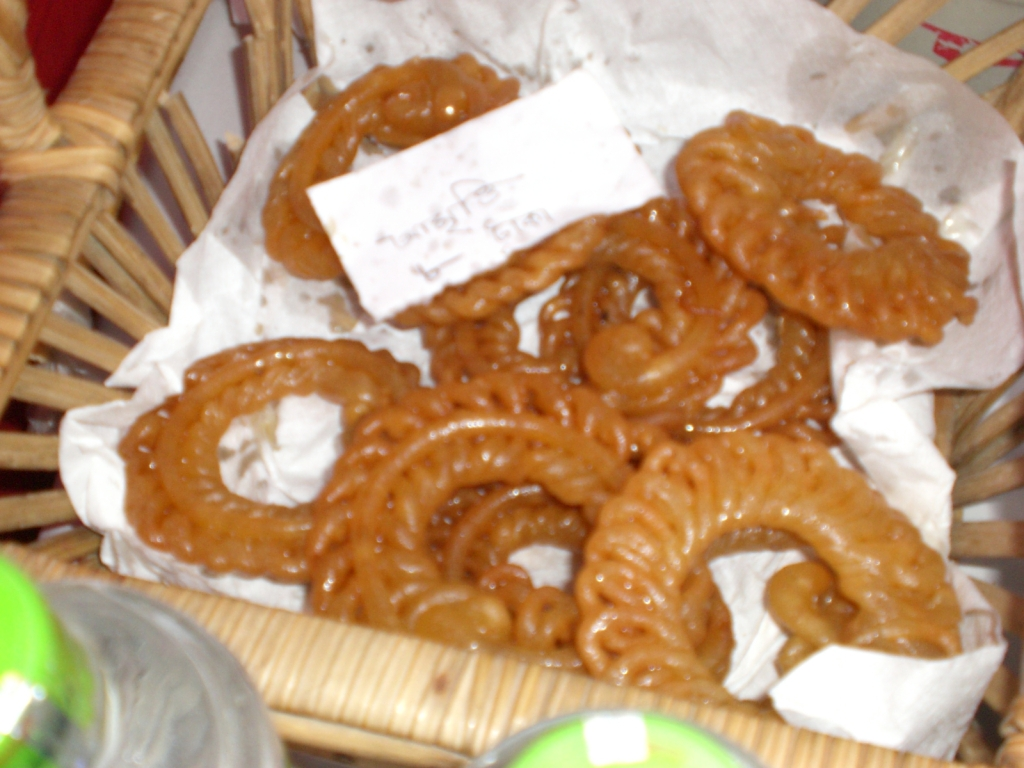
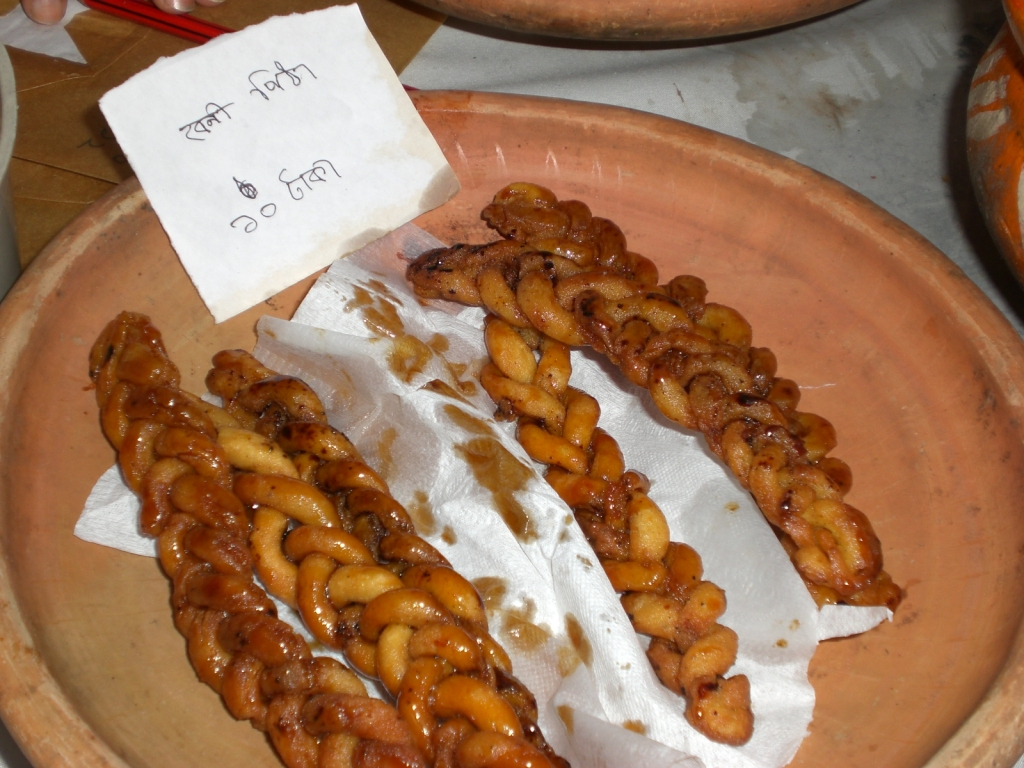
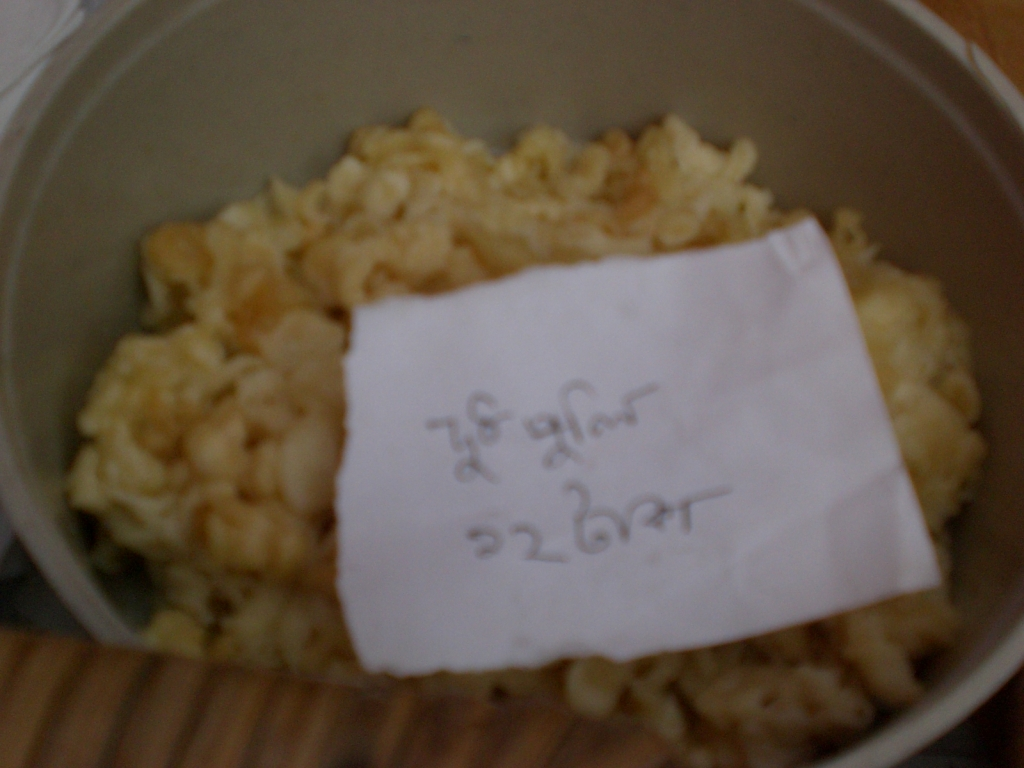
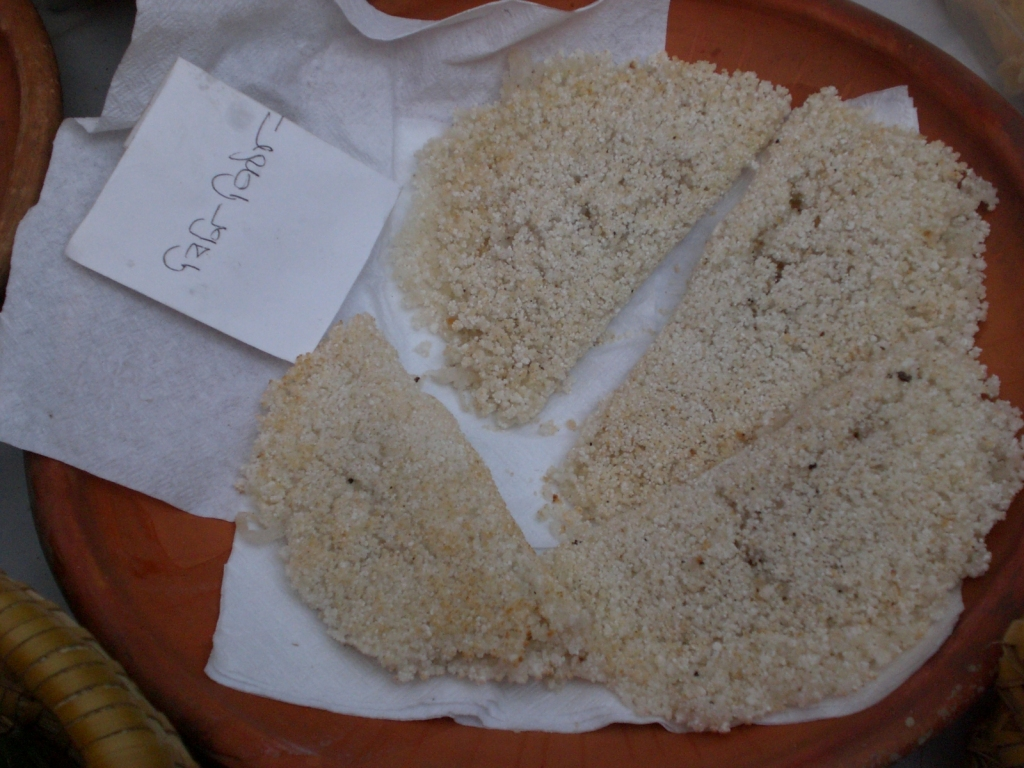
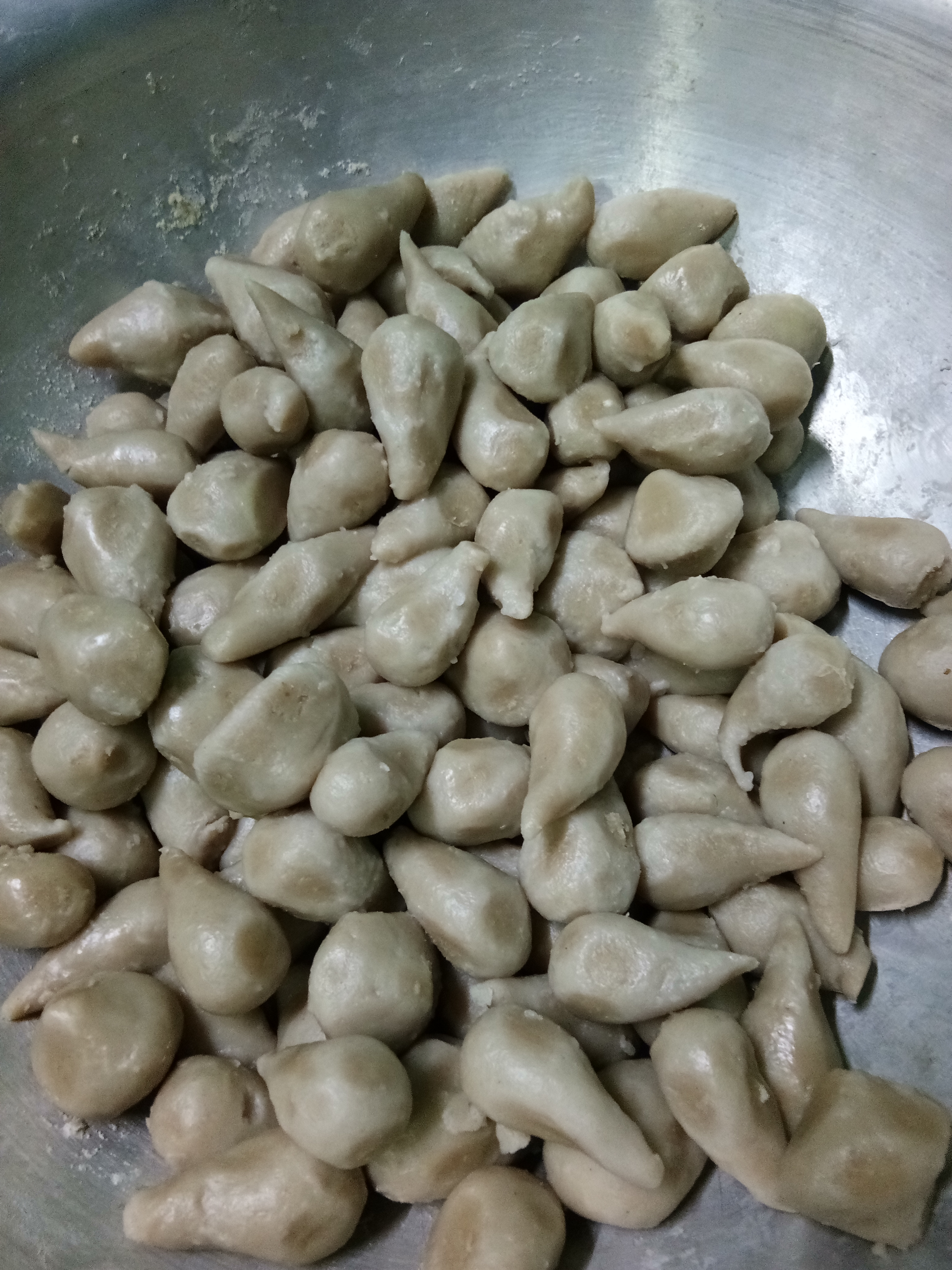
Чой пітха
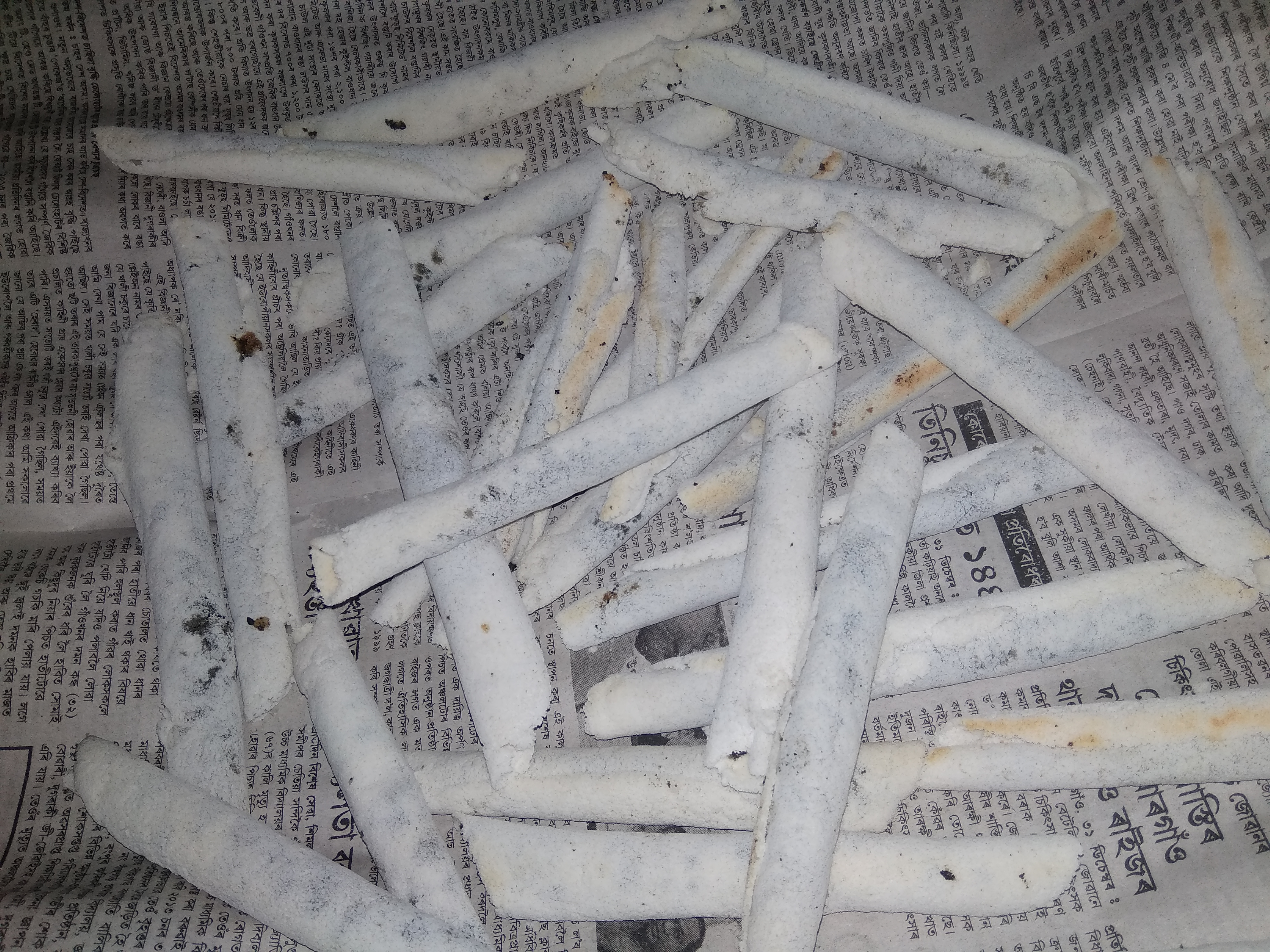
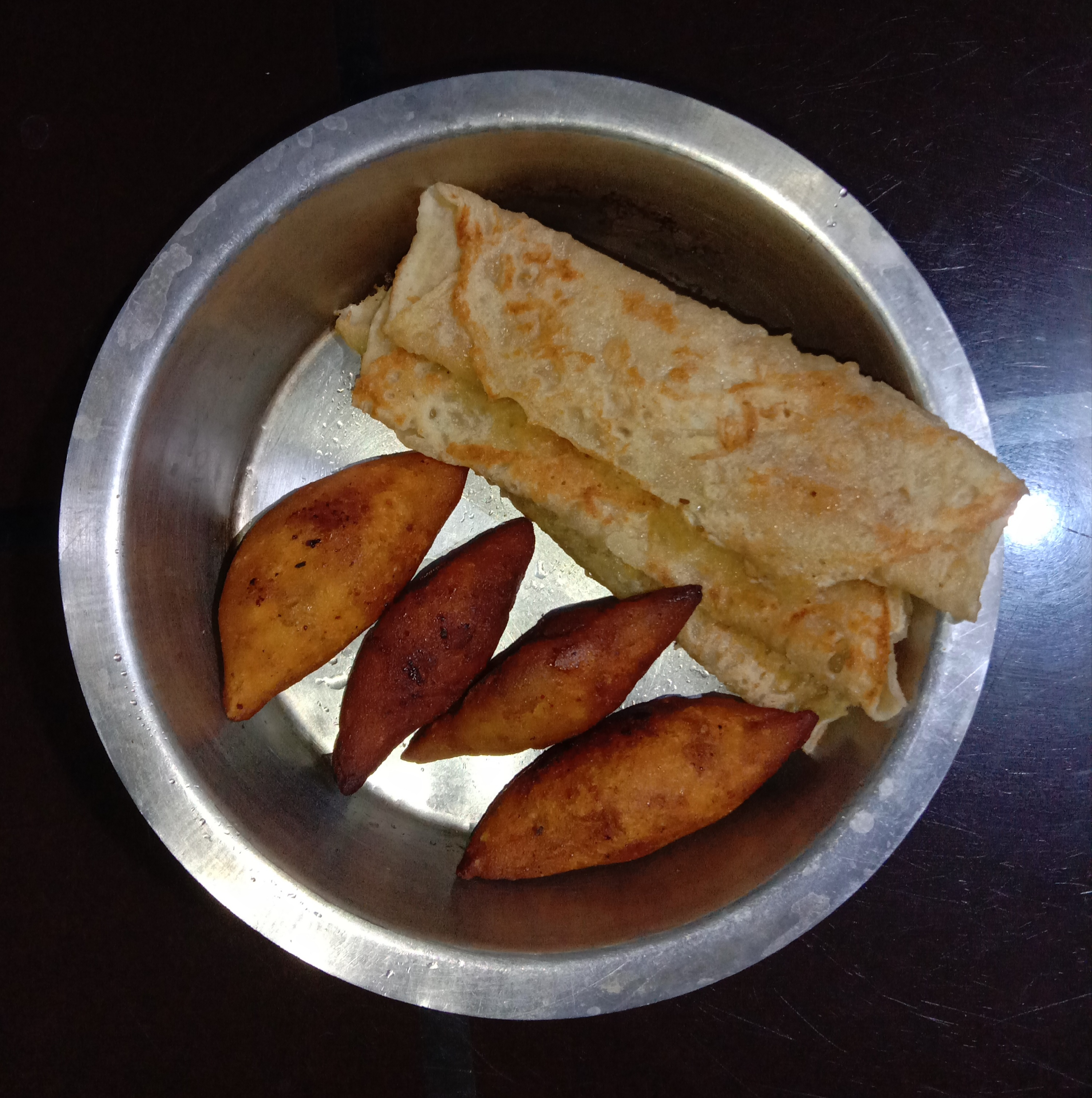